# Імперія Великих Моголів

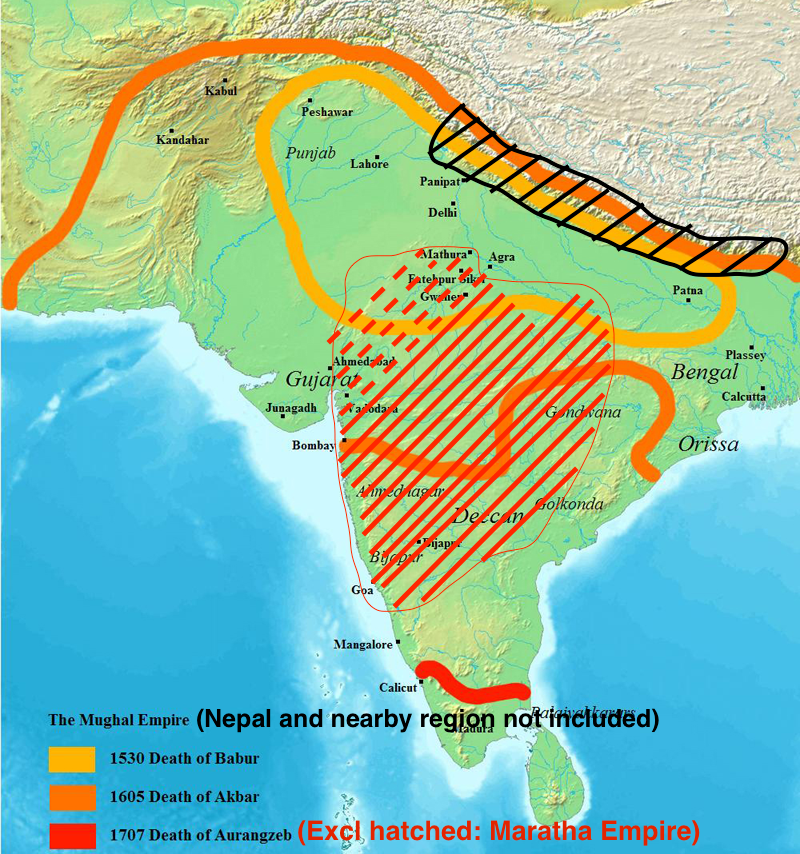
Імперія Великих Моголів. Кордони імперії: — при Бабурі (1530), — при Акбарі (1605), — при Аурангзебі (1707)

Імперія Великих Моголів (перс. شاهان مغول) — держава, що з середини XVI до початку XVIII століття контролювала більшу частину Південної Азії. Панівною релігією правлячих класів держави був іслам, а культура і мова правителів були переважно перськими.

## Історія
Династія правителів імперії (які носили титул падишахів, а в західній літературі іменуються імператорами) була заснована азійським завойовником Бабуром, що походив від Тимуридів з боку батька та від Чингісхана з боку матері; через це походження самі імператори називали свою династію «Великими Моголами» (тобто монголами перською мовою) або Тимуридами. 1502 року Бабур повалив свого небожа Абд ар-Раззака Мірзу, захопивши Кабулі, що став основою для наступу на Самарканд. 1507 року після поразки Баді аз-Замана, правителя Хорасану, й знищення останньої Тимуридської держави прийняв титул падишаха, претендуючи на першість серед Тимуридів. Але 1508 року зазнав поразки від Мухаммеда Шейбані. Спроба 1510 року захопити Самарканд за допомогою персів не вдалася. 1511 року втратив Фергану. Проте 1522 року зумів захопити Кандагар, поваливши тамтешнього хана Мухаммед Мукіна Аргуна. Став відчувати загрозу з боку перського шаха Ісмаїла I, що змусив Бабура прийняти шиїзм. В цей же час став здійснювати грабіжницькі походи на Делійський султанат. Отримав запрошення Даулат-хана Лоді, намісника Лахора, повалити свого брата делійського султана Ібрагіма. Бабур схилився до думки вдертися до Індостану.

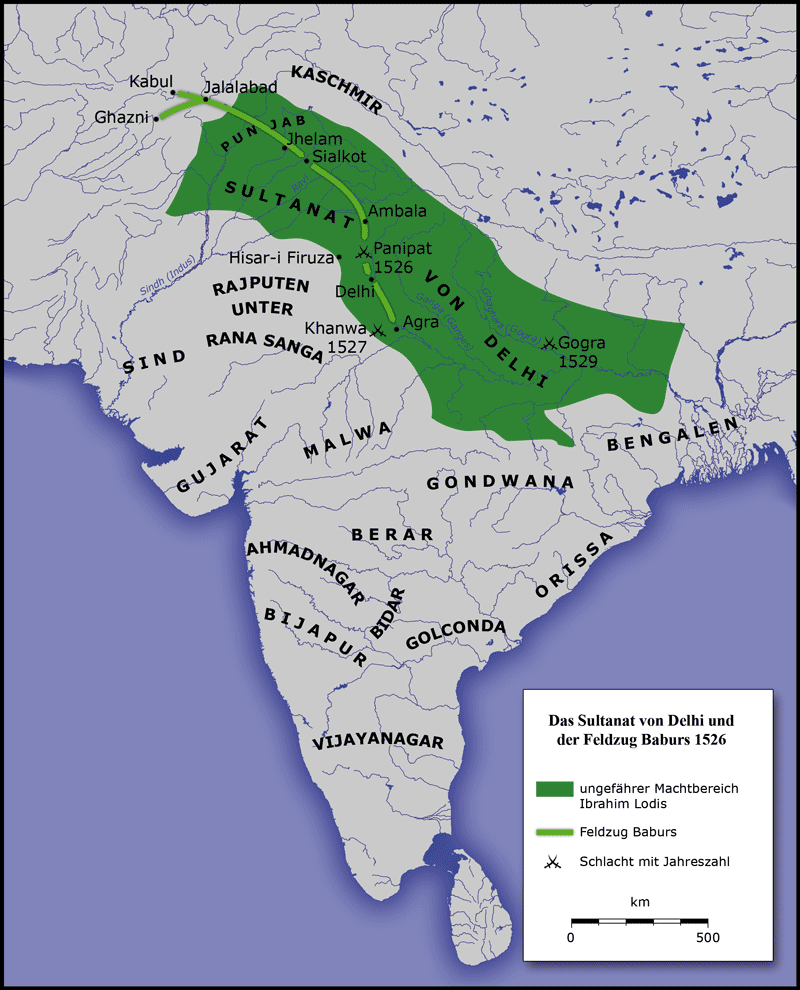
Похід Бабура 1526 року на Делійський султанат

 1526 року у битві при Паніпаті Бабур здобув переконливу перемогу. Було захоплено Делі, а потім Агру, що спричинило конфлікт з Даулат-ханом, що планував стати султаном, і його союзником Санграм Сінґхом, раною Мевара. 13 березня 1527 року у битві при Кханві Бабур здобув пеерконливу перемогу над ворогами. Наступні роки було присвячено розширеню володінь та створеню управлінського апарату в захоплених землях. До 1530 року точилася боротьба з раною Ратан Сінґхом II за Малаву
Нестабільність імперії стала очевидною за його сина Хумаюна, проти якого 1535 року повстав Шер Шах Сурі, що скористався невдалою війною моголів проти Гуджаратського султанату. Вже 1537 року повстав родич падишаха Мухаммад Султан Мірза, якого було швидко переможено. 1538 року повстали брати Хумаюна — Гіндал Мірза та Камран Мірза. Цим скористався Шер Шах Сурі, який 1539 і 1540 року завдав у двох битвах поразок моголам. Хумаюн вимушен був тікати до Сефевідського шахства. В обмін на відновлення на троні Хумаюн 1545 року передав шаху Тахмаспу I Кандагар. Але лише у 1555 році Хумаюн зумів повністю відновитися на троні, поваливши династію Сурі, але 1556 року він загинув внаслідок нещасного випадку — впавши зі сходинок.

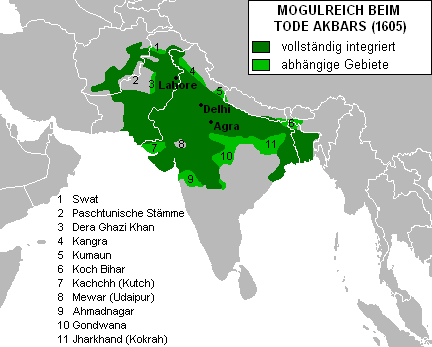
Імперія за часів Акбара I

Основу політичної, економічної та територіальної могутності заклав падишах Акбар. Водночас ним була започаткована політика щодо союзу з індуською знаттю, яка незабаром стала служити при могольському дворі. 1556 року придушив повстання Хему Вікрамадітью. Надалі змушений був тривалий час протистояти раджпутам, серед яких найзначущими були Пратап Сінґх та Дургаваті. Зрештою було підкорено Малаву (1561 року), Гарху, Деогарх і Чандрапур (усі 1564 року), Мевар (1568 року), Кандагар, Гуджарат і Сінд (1573 рік), Біхар (1574 року), Бенгалію  (1576 року), Кабул (1581 року), Кашмір (1586 року), Оріссу (1593 року), Белуджистан (1595 рік), Хандеш (1601 року).  У результаті завоювань межі Могольської держави простяглися від Балху на півночі, до Ґодаварі на півдні включно з Кашміром та Кабулом й Кандагаром. У 1569 поблизу Агри почалося будівництво нової столиці Фатехпур-Сікрі. У 1574 році, завершивши переважно територіальне формування держави, Акбар розпочав проведення внутрішніх реформ. Перш за все він спробував скасувати систему джаґірів та замінити земельні наділи зарплатнею зі скарбниці, а збір податків передати державним чиновникам. Ця спроба Акбара викликала опір військової знаті й зазнала невдачі. Він створив нову правлячу еліту, віддану йому, запровадив сучасну адміністрацію та заохочував культурний розвиток. Акбар скасував податки на немусульман і принизливий для індусів подушний податок. У всій імперії була введена єдина система мір і ваг, а також єдиний сонячний календар. Акбар збільшив торгівлю з європейськими торговельними компаніями. Імперія розвинула сильну та стабільну економіку. Падишах дозволив свободу віросповідання при своєму дворі та спробував вирішити соціально-політичні та культурні розбіжності у своїй імперії, 1582 року запровадивши нову релігію Дін-і іллахі з яскраво вираженими характеристиками культу володаря. Він залишив внутрішньо стабільну державу, яка перебувала у розквіті.
Наступниий падишах  Джаханґір намагався продовжити розширення імперії, але загалом діяв невдало. 1614 року вдалося повністю підкорити раджпустькі князівства, а 1620 року — гімалайське князівство Кангра. Більше уваги приділяв розвагам. При цьому завдяки торгівлі з європейськими компаніями до держави стало надходити американське золото й срібло. 1611 року було відкрито перші англійські факторії. У цей час позитивний торговельний баланс із Європою був на боці Великих Моголів. Разом з тим він докладав значних зусиль для отримання підтримки ісламського духовенства, зокрема надавав набагато більшої кількості мадад-і-мааш (безподаткових особистих земельних доходів), ніж Акбар. На відміну від Акбара, Джахангір вступив у конфлікт з немусульманськими релігійними лідерами, зокрема з сикхським гуру Арджуном. При цьому нового імпульсу досягле могольське мистецтво, оскільки сам падишах був талановити маляром. Водночас внаслідок боротьби за владу наприкінці його панування було втрачено Кандагар (1622 року).
Шах Джаханом було остаточно загарбано землі у Декані, зокрема Ахмеднагарський султанат (1633 рік), 1636 року Біджапур і Голконда стали васалами. 1638 року відвоював Кандагар у Персії. 1646 року вдалося на деякий час підкорити Балх і Бадахшан. 1649 року було втрачено Кандагар. Три походи з його відвоювали не мали успіху. Його правління започаткувало золотий вік архітектури Імперії Великих Моголів. За часів правління Шах Джахана пишнота двору досягла свого піку, прикладом чого є Тадж-Махал. Втім витрати на утримання двору почали перевищувати надходження. Кінець його правління (1658—1659 роки)) пройшов у боротьбі за трон синів Дара Шукоха, Шах Шуджи, Мурада Бахши і Аурангзеба, в якій останній здобув перемогу й решту життя тримав поваленого батька під домашнім арештом.

Імперія Великих Моголів за правління Аурангзеба

Найвищого піднесення імперія сягнула за володарювання Ауранґзеба. 1682—1687 роках захопив Біджапур і Голконду, тим самим імперія охопила майже весь Індостан. При цьому вдалося захопити гирло Гангу, впритул підійти до Бірми та Ассаму. 1689 року завдав тяжких поразок маратхам. Разом з тим за Ауранґзеб відрізнявся релігійним фанатизмом й нетерпимістю стосовно інших релігій, розпочавши нову хвилю ісламізації. Падишах вбачав у переході більшості населення до ісламу шлях до зміцнення імперії, перетворення суспільства на більш однорідне та стале соціальне середовище. Разом з тим він фінансував або покровительував будівництву немусульманських установ, наймав значно більше індусів у своїй імперській бюрократії, ніж його попередники, і виступав проти нетерпимості щодо індусів та мусульман-шиїтів. Втім у відповідь почалися численні повстання  сикхів, маратхів, джатів, рохіллів, раджпутів. Кампанії, які падишах, він на півдні Індостану до кінця життя, завдали шкоди скарбниці, а відсутність Аурангзеба призвела до серйозного занепаду управління, тоді як стабільність та економічне виробництво різко впали.
Новий володар Бахадур-шах I скасував релігійну політику свого батька та спробував реформувати управління, при цьому продовжив війни проти повсталих сикхів, рохіллів та маратхів. Він став останнім падишахом, який в повній мірі відповідав статусу Великого Могола. Після його смерті в 1712 році імперія почала занурюватися в хаос та жорстокі міжусобиці. 1717 року фактично незалежним стає Муршид Кулі-хан, набоб Бенгалії. Протягом 1719 року змінилося 4 падишаха (Фарук-сіяр, Рафі-уд-Дарджат, Шах Джахан II, Мухаммад Шах) послідовно зійшли на престол», як номінальні правителі при фактичній владі братів Саїдів — Хусейн Алі-хана й Хасан Алі-хана.

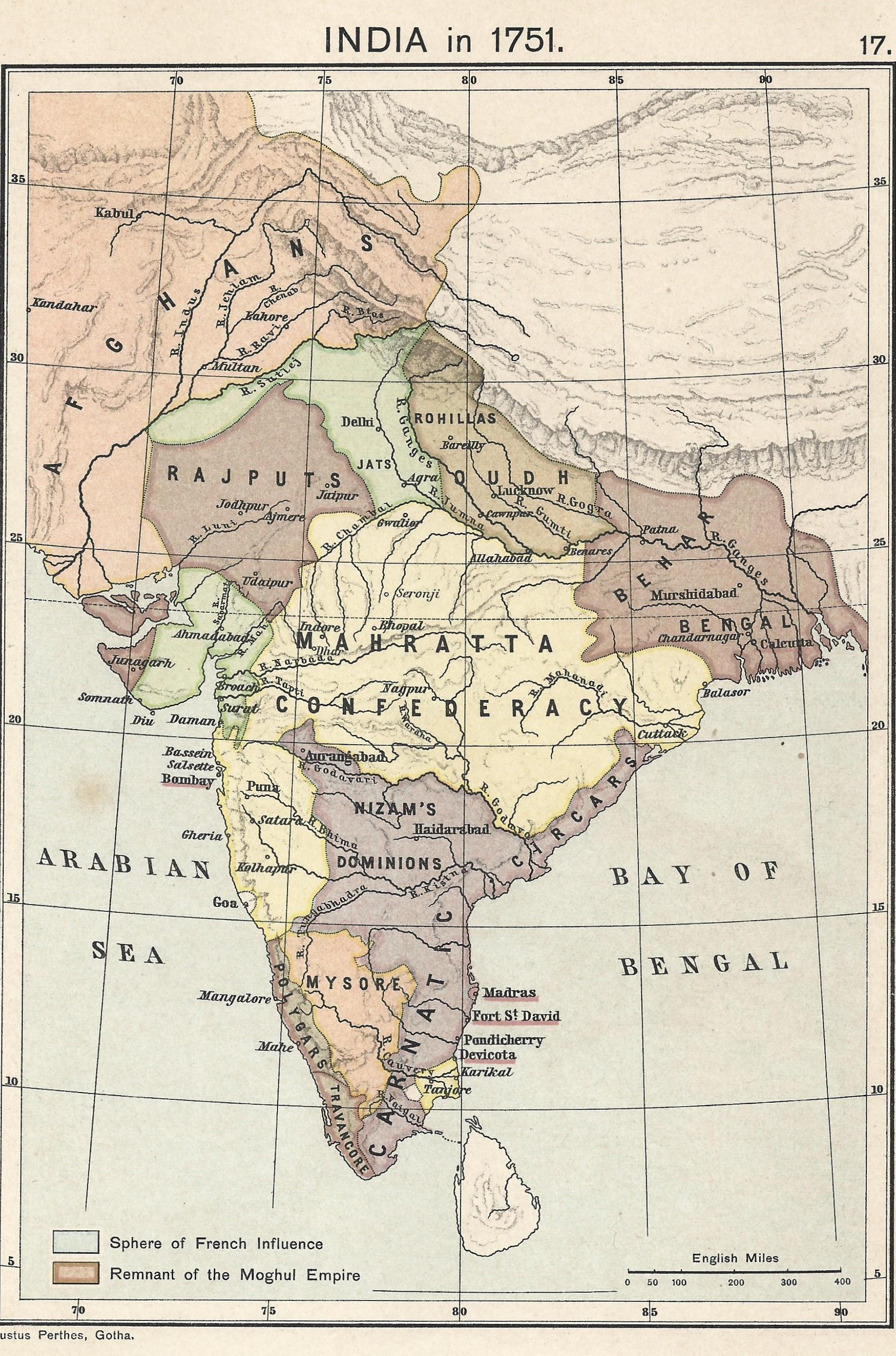
Імперія Великих Моголів у 1751 році

Під час правління Мухаммад-шаха імперія почала розпадатися, і величезні території центральної Індії (Гуджарат, Берар, Малава, Махараштра, раджпутські князівства) перейшли від Моголів до рук маратхів,  При цьому останній 1720 року знищив братів Саїдів. 1725 року нізам-уль-мулька Асаф Джах I став незалежним правителем Гайдарабаду, що став правителем в Декані. Невдовзі лише номінально визнавав падишаха Мухаммад Саадатула-хан I, наваб Аркоту. Сильного удару по її престижу завдав перський правитель Надір-шах, який у 1739 році пограбував Делі. Було зруйнувало залишки влади та престижу Моголів і позбавило їх усієї накопиченої скарбниці. Моголи більше не могли фінансувати величезні армії, за допомогою яких вони раніше забезпечували своє правління. Багато представників еліти імперії тепер прагнули контролювати свої справи та відокремилися, щоб утворити незалежні королівства. Але на словах продовжували називати падишаха Моголів найвищим проявом суверенітету. Наслідком цього до кінці 1740-х років стала фактична незалежність Сикхської конфедерації. Посилюється втручання у політичні справи Британської і Французької Ост-Індських компаній.
Шах Алам II робив марні спроби відновити потугу й престиж імперії. 1761 року Делі було розграбовано афганцями на чолі з Ахмед-шахом, який захопив Пенджаб, Сінд і Кашмір. Спроба могольського війська відвоювати Бенгалію у Британської Ост-Індської компанії призвело до поразки у війні 1763—1765 років. Поразка Шах Алама II та його союзників призвела до піписання Алахабадської угоди з компанією, згідно з якою падишах надавав Роберту Клайву та Британській Ост-Індській компанії право дивану (керування та збір податків) Бенгалії та Біхару. Влада падишаха простягалася тільки в районі Доабу (міжріччя Джалумни й Гангу). Усі інші території перейшли під контроль маратхів, місцевих правителів. У 1772 році маратхи звільнили Делі від рохіллів та афганців. У 1784 році маратхи офіційно стали захисниками імператора в Делі, цей стан справ тривав до Другої англо-маратхської війни. Після цього Британська Ост-Індська компанія стала захисником династії у Делі. У 1793 році Британська Ост-Індська компанія взяла під контроль колишні суби Бенгалію і Біхар, скасувавши місцеве правління (нізамат), яке тривало до 1858 року, що ознаменувало початок британської колоніальної ери. Падишахи залишалися символом, немаючи жодної влади. Після придушення повстання сипаїв 1857 року падишаха Бахадур-шаха Зафара було повалено Британською Ост-Індською компанією та заслано у 1858 році до Рангуна. З цим завершилася існування Імперії Великих Моголів.

## Населення
Зростання населення Індії протягом 1500–1700 років населення прискорилося на 253%. Населення Індостану зростало швидше за часів Моголів, ніж у будь-який відомий момент в історії до того. На час правління Аурангзеба налічувалося загалом 455 698 сіл. Загальна кількість населення у 1700 році становило 158,4 млн осіб, що дорівнювало 23% загального населення планети.
За підрахунками дослідників в часи розквіту 15% населення імперії мешкало в містах. Це було вище, ніж відсоток міського населення в тогочасній Європі (близько 13%) та у Британській Індії XIX ст. (9%). Нараховують 120 великих міст та 3200 селищ. Серед найбільш міст були Дакка з населенням понад 1 млн осіб, Агра — до 800 тис. осіб, Лахор — 700 тис. осіб,  Делі — понад 600 тис. осіб.

## Устрій
Бабур зберіг адміністративні структури династії Лоді, засновані на наданні джагірів. Його син Хумаюн організував управління досить несистематично, згідно з астрологічними принципами, призначивши державні посади чотирьом стихіям: землі (сільське господарство), води (зрошення), вогню (військові справи) та повітря (інші відомства, включаючи релігію).
Імперія мала високоцентралізований, бюрократичний уряд, підвалини якого було закладено Акбаром I. Центральний уряд очолював падишах. Безпосередньо під ним розташовувалися чотири дивани. Диван доходів відповідав за контроль доходів з територій імперії, розрахунок податкових надходжень та використання цієї інформації для розподілу завдань. Чиновника, який очолював цю установу  називали диван-і-кулл. Він відповідав також за координацію співпраці кількох високопосадовців у сфері фінансів, насамперед діван-і халіси (відповідального за державні доходи), діван-і тана (виплати заробітної плати), мустауфі (аудитора) та мір самана (адміністратора суду та імператорських карханах).
Диван військових справ (диван-і-бахші) очолював чиновник мір бахші, який відповідав за військову організацію, кур'єрську і розвідувальну служби (через шпигунів вак'я-наві) та систему мансабдарі. Ця посада також називалася бахші-уль-мамалік або бахші-і-мамалік. Йому допомогали другий та третій бахші.
Диван, відповільний за право/релігійний захист очолював садр ас-судра, який призначав суддів та керував благодійними організаціями та стипендіями. Диван, відповідальний за імператорський двір та громадські роботи очолював мір саман.
На чолі диванів стояв вазір-і-азам (великий візир) імперії. За різних падишахів ця посада також звалася вакіль, вакіль-ус-султанат, диван, диван-і-ала та диван-вазір. Могольські вазіри були спеціально призначені з ахл-і-калам (людей пера, тобто чиновників) на відміну від ахл-і-саїф (людей меча, військових). Другим за вазирем йшов мір-бахші.
Цивільна адміністрація була організована ієрархічно на основі заслуг, з просуванням по службі на основі результатів.
Центральною установою був двічі на день дуже церемоніальний дарбар – зустріч імператора зі старшими придворними чиновниками. Джарокха даршан – публічна аудієнція, що проводилася з балкона палацу, служила засобом зв'язку з широким населенням і, зокрема, для отримання петицій.

### Адміністративний устрій
Моголи мали кілька імперських столиць, заснованих протягом їхнього правління. Це були міста Агра (1526–1540, 1556–1571, 1598–1648 роки), Делі (1540–1556, 1648–1682, 1707–1858 роки), Лахор (1585–1598 роки) та Фатехпур-Сікрі (1571–1585 роки). Хумаюн планував побудувати нову столицю під назвою Дін-панах («Притулок віри») на південній околиці Делі. Наріжний камінь було закладено в 1533 році, але місто не було завершено, коли Хумаюна було повлаено у 1540 році.
Влада часто переходила туди-сюди між цими столицями. Іноді цього було зумовлено політичними та військовими вимогами, але зміни також відбувалися з ідеологічних причин, або навіть просто тому, що вартість створення нової столиці була незначною. Ситуації, коли дві столиці існували одночасно, траплялися неодноразово. Деякі міста також служили короткостроковими провінційними столицями, як це було у випадку з переїздом Аурангзеба до Аурангабада (1682–1707 роки) в Декані. Кабул був літньою столицею Моголів з 1526 по 1681 рік. Імперський табір (відомий як «Піднесений табір» або «Переможний табір»), який використовувався для військових експедицій та королівських поїздок, також служив своєрідною мобільною, «фактично» адміністративною столицею. З часів Акбара табори Моголів були величезними за розмірами, у них розміщувалися численні особи, пов'язані з королівським двором, а також солдати та робітники. Уся адміністрація та управління здійснювалися в них. Імператори Моголів провели значну частину свого періоду правління в цих таборах. Після Аурангзеба столицею Моголів остаточно стало місто-фортеця Шахджаханабад.
Імперія була поділена на суби (провінції), кожну з яких очолював субадар (також відомий як назім). Деякі намісники суб мали титул сіпахсалара. Структура центрального уряду була відображена на рівні провінцій; кожна суба мала свого власного бахші, садра ас-судра та дивана (практика, запроваджена Акбаром I), які звітували безпосередньо центральному уряду, а не субадару. Подібно до своїх імперських колег, провінційний бахші відповідав за управління та оплату праці військових провінції. Провінційний бахші часто одночасно виконував функцію вак'я-навіса провінції та звітував про всіх провінційних мансабдарів, включаючи її старших посадовців (таких як субадар або диван). Роль провінційного бахші могла зіткнутися з напруженістю з боку субахдара або дивана, оскільки діяльність бахші робила цих посадовців підзвітними імперському центру. На практиці роль провінційного бахші іноді поєднувалася з роллю субадара та/або дивана.
Суби були поділені на саркари, які поділялися на групи сіл (паргани). На чолі саркарів стояли амалгузари, які відповідали за збирання податків, і фоудждари, які очолювали військовий гарнізон і виконували поліцейські функції у саркарі, а також допомагали амалгузарам збирати податки. Падишах Акбар I призначав фоудждарів особисто, однак потім їх почали призначати субадари. Уряд у паргані складався з казі, місцевого збирача податків (джагірдар) і голови паргану (їх називали патварі в центральних субах, талаті чи кулкарні в Гуджараті, південнозахідних субах, лекпал — у деяких східних субах). Паргани були основною адміністративною одиницею імперії. Міста у субах очолювали котвали, які також виконували поліцейські та податкові функції. Фортеці очолював кіладар (посада дорівнювалася європейському каштеляну).
Адміністративний поділ імперії не був статичним. Території часто перебудовувалися та перетворювалися для кращого адміністративного контролю та розширення сфери оброблюваності. Наприклад, саркар міг перетворитися на субу, а паргани часто передавались між саркарами. Ієрархія поділу іноді була неоднозначною, оскільки територія могла підпадати під кілька юрисдикцій, що перекривалися. Адміністративний поділ також був нечітким у своїй географії — Імперія Великих Моголів не мала достатньо ресурсів чи повноважень для проведення детальних земельних обстежень, і тому географічні межі цих поділів не були формалізовані, а мапи не створювалися. Натомість записувалася детальна статистика про кожен поділ, щоб оцінити спроможність території щодо отримання доходів, на основі простіших земельних обстежень.

## Соціальний устрій
На верхівці перебував падишах з представниками своєї родини. Потім йшла вища аристократія, що складалася з нащадків завойвників, що прийшли разом з Бабуром, а потім Хумаюном. Також значний статус мали залежні князі, нсамперед раджпути та афганські шейхи.
Значний прошарок становили військовики (джагірдари), яким надавався джагір. Він відповідав за збір податків. Однак земля завжди залишалася власністю держави. Джагірдарам дозволялося утримувати лише фіксовану частину отриманих податкових надходжень як приватний дохід; все, що перевищувало цю суму, мало сплачуватися до державної скарбниці під наглядом імперських чиновників. Крім того, джагірдарів регулярно замінювали, щоб протидіяти небезпеці династичної або внутрішньої влади в провінціях. Недоліком цієї процедури було те, що джагірдари мало цікавилися процвітанням своєї вотчини, оскільки не могли її утримати. Натомість вони часто прагнули отримати якомога більше податків для власної вигоди, перш ніж перевести їх до іншої частини імперії.
Нижчу ступінь займали купці, ремісники та землероби.

## Правництво
Імперія спиралася на ханафітські правові джерела, успадковані від Делійського султанату. До них належали аль-Хідая (найкраще керівництво) та Фатава аль-Татарханія (релігійні рішення еміра Татархана). Разом з тим падишах вважався верховним авторитетом у юридичних питаннях. Під час розквіту держави Аурангзеб замовив розробку «Фатави Аламгірі» — збірки ханафітського права.
Як мусульманська держава, імперія застосовувала фікх (ісламську юриспруденцію), і тому фундаментальні інститути ісламського права, такі як казі (суддя), муфтій (юрисконсульт) та мухтасіб (цензор та наглядач за ринком), були закріплені в судовій ієрархії. У кожній адміністративній структурі був свій казі. Вищими були казі аль-куддат (суддя суддів) — на кшталт верховного цивільного судді, та каді-і-лашкар (військовий суддя). Вони призначалися падишахом садр-ус-судром. У селах були поширені власні судові інстанці (панчаяти), що вирішували суперчки звичаєвим право.
При суперечках щодо податків зверталися також до джагірдара. Піддані зі своїми скаргами мали право звертатися до судів вищих посадовців, які мали більше повноважень та каральних повноважень, ніж місцеві казі — котвала, фоудждара та субадара. У деяких випадках падишах безпосередньо здійснював правосуддя. Джахангір встановив у форті Агри «ланцюг правосуддя», який будь-який скривджений підданий міг струсити, щоб привернути увагу імператора та обійти неефективність посадовців.
Здійснення правосуддя також залежало від інших факторів, таких як адміністративні правила, місцеві звичаї та політична зручність. Це було пов'язано з перським впливом на ідеологію Моголів та наявність серед чиновників немусульманської більшості. Правові інститути в імперії систематично страждали від корупції місцевих казі.

## Військо

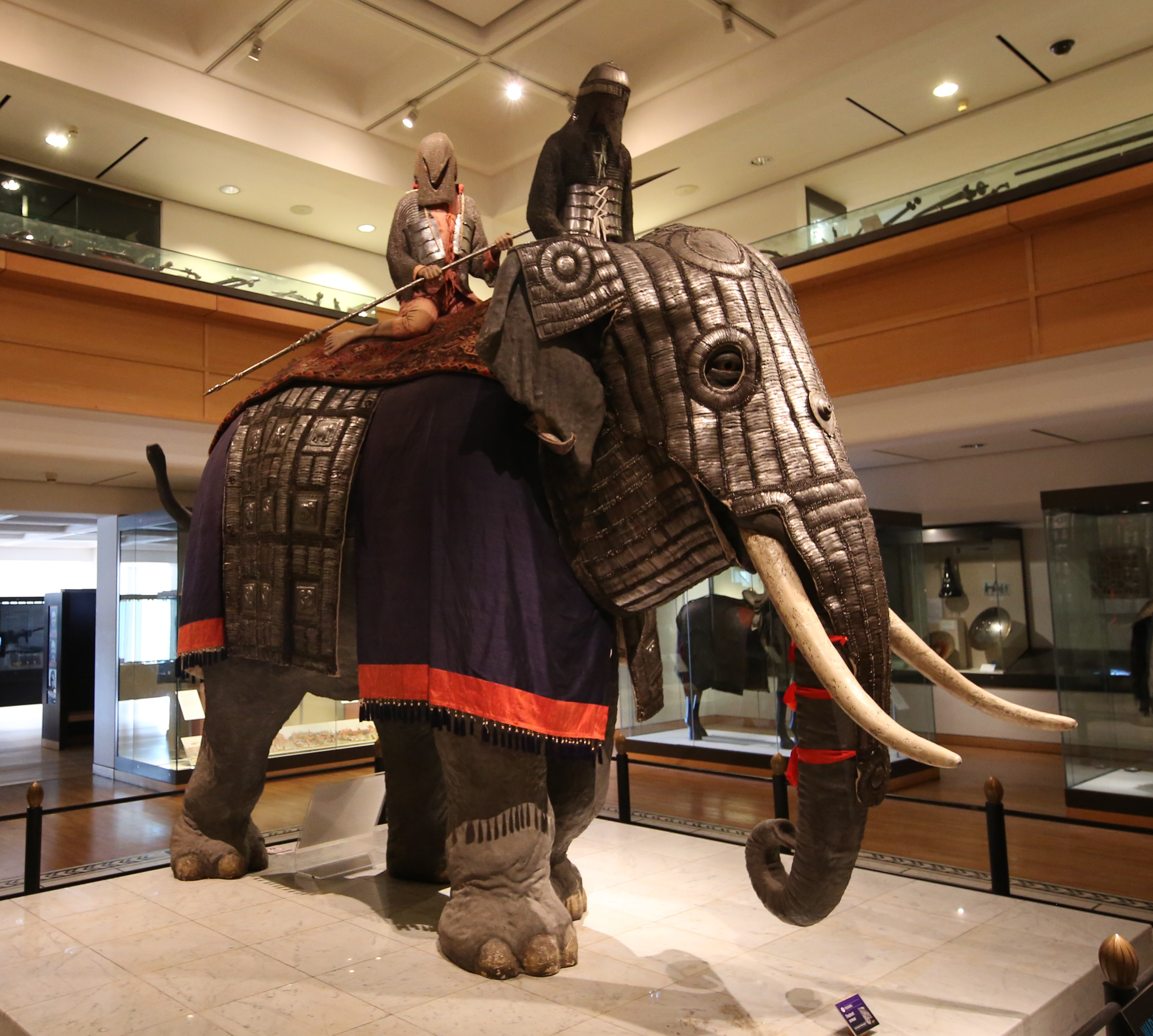
Озброєний слон могольського війська

Армія Моголів зазвичай поділялася на чотири роди військ: кінноту (асваран), піхоту (пайдган), артилерію (топхана) та флот. Могольська армія також включала бойових слонів. Загін вершників на слонах Могольської армії складався з двох вершників на одному слоні та був відомий як хауда. В основному їх використовували для перевезення важких вантажів. У невеликій кількості існувала також верблюжа кавалерія.
Основу могольського війська становила кіннота та артилерія. Лише за часів Бабура піхота використовувалася на рівні з кіннотою. Самі падишахи утримували регулярну армію у 25 тис. вершників (ахаді). Також окремо стояла імператорська гвардія (валашахі). Також існувала жіночий гвардійський підрозділ (урдубегії), що охороняв зенану.
Натомість офіцери, яких називали мансабдарами, становили основну частину збройних сил Моголів. За Акбара було до 1600 мансабдарів, Шах-Джахана — близько 8 тис. мансабдарів. Загальна чисельність війська, на думку дослідників коливалася від 911400 вояків у 1647 році до 4 млн у 1707 році. Мансабдарам платили або готівкою, або джагіром. Їх зростання кількості призвело до того, що 75 відсотків усієї землі було виділено як джагір за Акбара та 95 відсотків за Джахангіра.
Мансабдар відповідав за набір та підтримку своєї квоти вершників. Ранг (зат) мансабдарів визначався на основі кількості вершників (соварів), яких він надавав, і коливався від 10 (найнижчий) до 5 тис. соварів. Шахзаде (син падишаха) мав ранг у 25 тис. соварів. Їхня зарплата також залежала від рангу. Кожен мансабдар був відповідальним перед мір бакші (очільника військового відомства). Мансабдарів також часто призначали провінційними чиновниками. Оцінка діяльності та призначення мансабдарів здійснювалися особисто падишахом.
Роди військ було розподілено окремо між мансабдарами, кожен з яких мав по кілька підрозділів кожного роду військ, окрім артилерії, яка була спеціалізованим корпусом зі своїм призначеним командиром і не входила до складу військ мансабдарів.

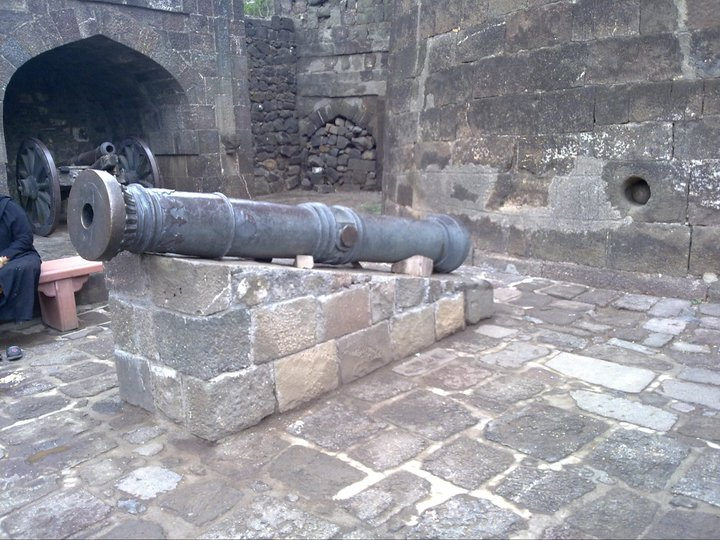
Гармата у форті Даулатабаду

Бабур першим найняв османського фахівця Устада Алі Кулі, який допоміг реформувати артилерію та піхоту, озброєну вогнепальною зброєю, впровадивши тактику захищення возами в центрі та кінними лучниками на обох крилах. 1582 року перський майстер Фатхуллах Ширазі розробив ранній багатоствольний постріл. На відміну від поліболів та чо-ко-ну, що використовувалися раніше скорострільна гармата Ширазі мала кілька стволів, які стріляли ручними гарматами, зарядженими порохом. Її можна вважати різновидом органної гармати. Падишах Акбар першим застосував металеві циліндричні ракети, відомі як бани.

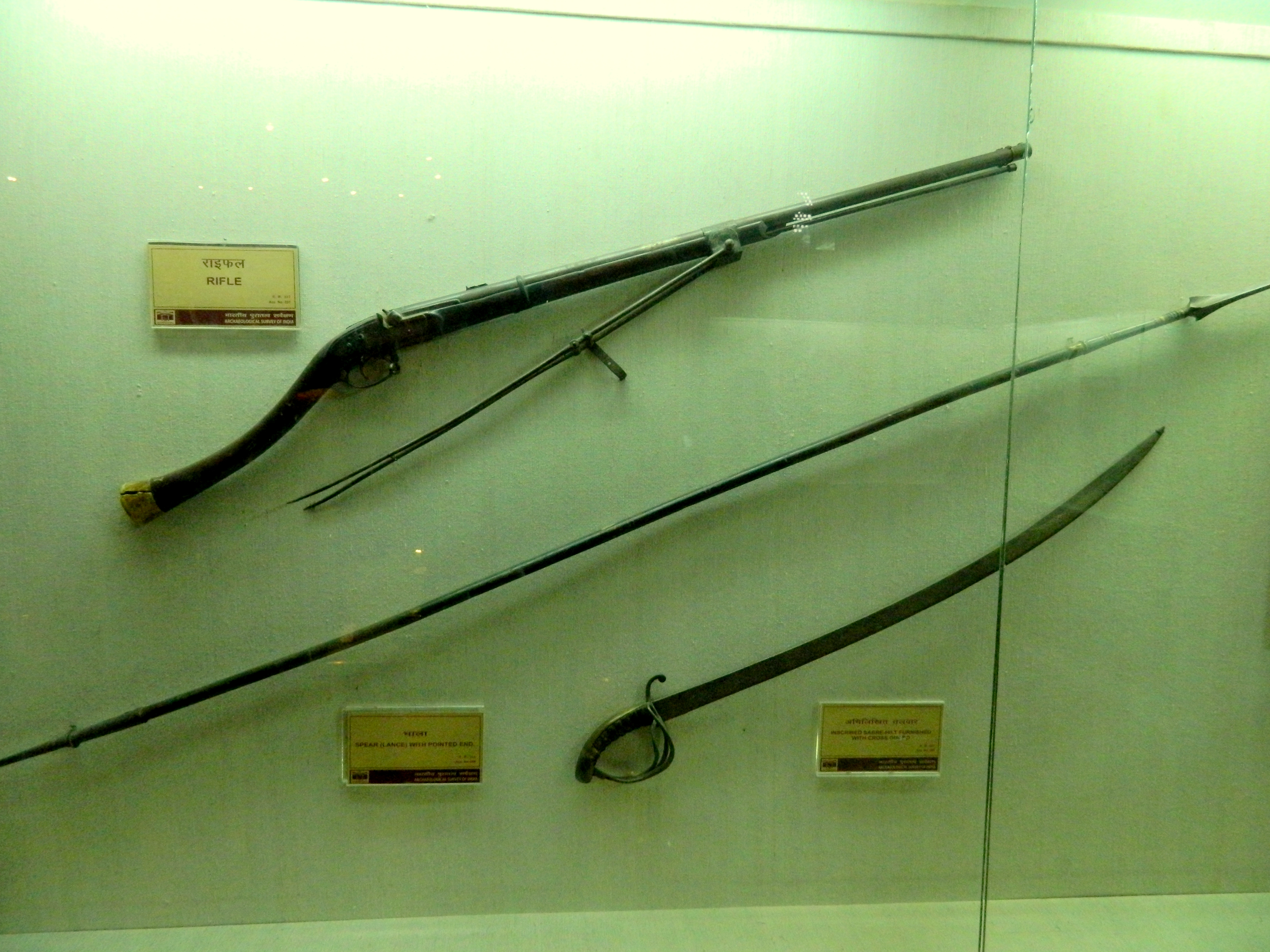
Зброя могольської піхоти

Основною зброєю, яку використовували піхотинці були меч фірангі, спис, лук і стріли, а також мушкети. Піхота раджпутського шамсербаза, що була зарахована на службу в імперії Моголів, була озброєна алебардами та булавами, а деякі з них також були оснащені набором мечів та баклерів, а також дворучними мечами, подібними до західних дворучних мечів. Вершники використовували 8 видів різного роду мечів та шабель.

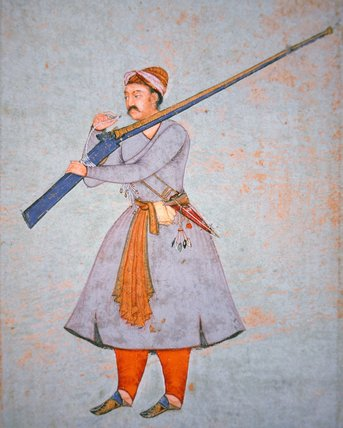
Могольський мушкетер

Кархани (майстерні)  виготовляли різноманітну зброю, боєприпаси та імператорську упряж для коней із заліза, міді та інших металів. Найбільшими центрами були Делі і Лахор.
Моголи також мають значні військово-морські сили (амла-і-навара). Зафіксовано, що лише в Дакці флот містив 768 кораблів з 933 іноземними екіпажами португальського походження та 8112 артилерійськими човнами у східній частині. Основним обов'язком флоту була боротьба з піратством.

## Економіка
Основу становили землеробство, скотарство, виробництво різного якісного краму, добування й обробка металів, торгівля. Вирощувалися різноманітні культури, включаючи продовольчі, такі як пшениця, рис та ячмінь, а також непродовольчі товарні культури, такі як бавовна, індиго та опіум. До середини XVII ст. індійські землероби почали широко вирощувати дві нові культури з Америки: кукурудзу та тютюн. Бенгальські селяни швидко вивчили методи вирощування шовковиці та шовківництва, зробивши свою субу основним регіоном світу з виробництва шовку. Уряд фінансував будівництво іригаційних систем по всій імперії, що дало набагато вищі врожаї та збільшило чисту дохідну базу, що призвело до збільшення сільськогосподарського виробництва. З кінця XVII ст. до початку XVIII ст. століття на Імперію Великих Моголів припадало 95% британського імпорту з Азії, а на Бенгальську субу — 40% голландського імпорту з Азії. Моголи також проводили масштабні кадастрові інспекції для оцінки площі земель під орним обробленням, при цьому держава заохочувала збільшення обробітку землі, пропонуючи безподаткові періоди тим, хто вводив нові землі в оброблювані.
Сільське господарство було в деяких аспектах передовим порівняно з європейським сільським господарством того часу, прикладом чого є поширене використання сівалки до її впровадження в Європі. Виявлено, що 1540 року в Делі з'явився дишель для помелу цукру, який в подальшому використовувалися в північних субах. Також за часів імперії вперше на Індостані з'явилися зубчасті цукрові прокатні млини, використовуючи принцип роликів, а також черв'ячної передачі.
Імперія до початку XVIII ст. виробляла 1/3 промислових товарів світу. На початку XVII ст. економічне зростання стало найбільшим і перевершило імперію Цін та європейські держави. Частка у світової економіки зросла з 22,7% у 1600 році до близько 28% у 1707 році. Лише Бенгальська суба забезпечувала 12% імперрського виробництва і була головним центром промисловості, значною мірою сприяючи світовій торгівлі та європейському імпорту, зокрема в текстильній промисловості та суднобудуванні.
Ключовими галузями промисловості були текстиль, суднобудування та сталь. Перероблена продукція включала бавовняний текстиль (включало виробництво штучних виробів, ситцю та мусліну, доступних у невибіленому вигляді та різноманітних кольорів), пряжу, нитки, шовк, джутові вироби, металеві вироби та продукти харчування, такі як цукор, олія та масло. Центром бавовняного ткацтва був Гуджаратська суба, яка також займала провідні позиції у виробництві зброї, парфумів, барвників та меблів, а також у суднобудуванні. Бенгалія виробляла джут і шовк-сирець, була центром зовнішньої торгівлі. Обробка вовни була зосереджена в Лахорі та Кашмірі. Килими ткали переважно в субах Агра та Лахор, а також у Сінді. Агра також славилася обробкою золота та срібла. Біхар славився обробкою деревини та виробляв  папір.
На початку XVIII ст. імперія мала 25% частки світової текстильної торгівлі. Текстиль часів Моголів був одягом для людей на Індійському субконтиненті, у Південно-Східній Азії, Європі, Америці, Африці та на Близькому Сході. Найважливішим центром виробництва бавовни була Бенгалія. Бавовноочисна машина з черв'ячною передачею, винайдена на початку Делійського султанату продовжувала використовуватися в Імперії Великих Моголів. Поширення за часів імперії прядок та впровадження черв'ячної передачі й кривошипної ручки в бавовноочисну машину призвели до значного розширення виробництва бавовняного текстилю. За часів Джахангира 2/3 світового виробництва шовку надходило з Імперії Великих Моголів.
Суднобудування, особливо в Бенгалії, було розвиненим порівняно з європейським суднобудуванням того часу, оскільки індійці продавали кораблі європейським фірмам. Важливим нововведенням у суднобудуванні стало впровадження конструкції промивної палуби на бенгальських рисових суднах, що призвело до того, що корпуси були міцнішими та менш схильними до протікання, ніж конструктивно слабкі корпуси традиційних європейських кораблів, побудованих зі ступінчастою конструкцією палуби. Британська Ост-Індська компанія пізніше, у 1760-х роках, дублювала конструкції промивної палуби та корпусу бенгальських рисових кораблів, що призвело до значного покращення мореплавства та навігації європейських суден під час промислової революції. Протягом XVI—XVII ст. суднобудування становило 223 250 т на рік.
У спеціальних карханах виготовляли одяг, шалі, тюрбани, ювелірні прикраси, золоті та срібні вироби, парфуми, ліки, килими, постільну білизну, намети для падишаха та знаті, а також на експорт.
Значні були багаті родовища руди та селітри. Сіль видобували поблизу Джелама в Пенджабі та Аджмера в Раджастані. Значний відсоток поповнення скарбниці становило добування золота та коштовного каміння. Після завоювання Голконди алмазні копальні, які були відомим джерелом багатства султанів Голконди, припинили функціонувати, але в 1692 році видобуток було відновлено могольськими фахівцями.
Імперія мала розгалужену дорожню мережу, яка була життєво важливою для комерційної інфраструктури, побудованої своєрідним департаментом громадських робіт, створеним Моголами, який проектував, будував та обслуговував дороги, що з'єднували міста та селища по всій імперії, що полегшувало торгівлю.

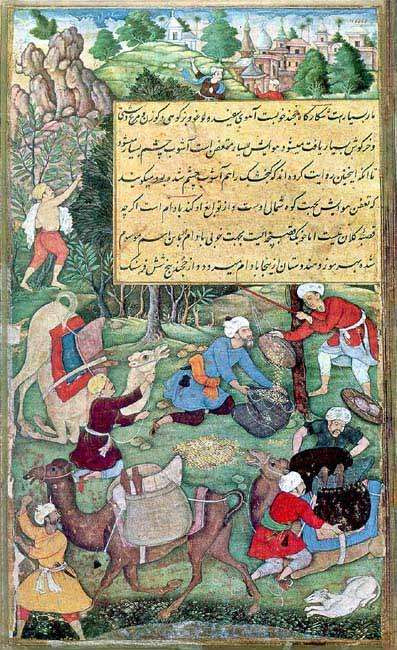
Базар. «Бабур-наме», 1598 рік

Міська праця становила 18% робочої сили та 52% внеску в економіку. Заробітна плата була порівнянною з Англією протягом XVI—XVII ст., але відстала у XVIII ст., а дохід на душу населення з точки зору пшениці був вищим, ніж у Британській Індії початку XX ст.. Важливими центрами внутрішньої торгівлі були базари, що розташовувалися у кожному міста та селі. Великі міста були центрами міжрегіональної торгівлі.
Економіка імперії загалом була самодостаньою. До Європи переважно продавалися текстиль, спеції, індиго, шовк та селітра. Натомість європейці дуже мало що могли запропонувати, за винятком деяких вовняних виробів, необроблених металів та кількох предметів розкоші. Торговельний дисбаланс змусив європейців експортувати велику кількість золота та срібла до імперії, щоб оплатити імпорт. Товари, особливо з Бенгалії, також експортувалися у великих кількостях на інші азійські ринки, зокрема держав Яви, Суматри, Малаккського півострова та Японії.
Основним імпортом були коні та кава з Аравії, текстиль, килими та вино з Персії, китайська порцеляна, чорне дерево зі Східної Африки та речі розкоші з Європи. Работоргівля зі Східною Африкою, яка процвітала до початку XVI століття, була заборонена з часів Акбара.
Основою колективного багатства імперії були сільськогосподарські податки, запроваджені Акбаром I, замість сплати данини, яка була поширена в індійських державах перед тим. Ця нова система називалася забт. Ці податки, які становили понад половину продукції селянина-землероба, сплачувалися у добре регульованій срібній валюті,ї і спонукали селян та ремісників виходити на більші ринки. також держава усіляко підтримувала збільшення дорожчих товарних культур, таких як  бавовна, індиго, цукрова тростина, плодові дерева та опіум. З часів Акбара територіальний поділ на податкові округи включав, окрім традиційних джагірів, також коронні землі (халіса). Останні перебували під безпосереднім управлінням падишаха, а податки, що стягувалися там, сплачувалися безпосередньо до державної скарбниці.
Оскільки Моголи не мали державного торговельного флоту, португальці домінували в морській торгівлі між Європою та імперією у XVI ст. У XVII ст. інші європейські морські держави, особливо Англія та Голландія, зруйнували португальську торговельну монополію. Наземна торгівля велася переважно через Хайбарський перевал. З Делі один з найважливіших торговельних шляхів вів через Лахор і Кабул до Центральної Азії, а звідти до імперії Мін, а потім Цін, а інший - через Лахор, Мултан і Кандагар до Персії. На сході торговельний шлях проходив вздовж Гангу через Аллахабад і Варанасі та через Бенгалію до Таунгу й М'яу-У. Надзвичайно важливе значення для підключення до заморської торгівлі мав зв'язок між Агрою та головним портом Сурат, який мав два альтернативні маршрути через Бурханпур і Гваліор відповідно.
Втім тісна інтеграція імперії до світової торгівлі також робила її залежною від внутрішніх подій на її головному ринку збуту - Європі. Хоча початок Тридцятирічної війни спочатку призвів до різкого збільшення експорту селітри, її руйнівні економічні наслідки для Центральної Європи дедалі більше впливали на торговельний баланс Імперії Великих Моголів: з 1640 року обсяг зовнішньої торгівлі скоротився, а до 1653 року експорт бавовни впав на 20%, а експорт спецій та барвників — на 15% порівняно з довоєнним рівнем. У XVIII ст., коли імперія втратила значну частину своїх доходів від земельного податку, свого найважливішого джерела доходу, через поступову втрату контролю над своїми субами, Британська Ост-Індська компанія скористалася зростаючою залежністю імперії від зовнішньої торгівлі, вимагаючи від Моголів далекосяжних поступок.

### Монета
Моголи стандартизували валютну систему, запроваджену Шер Шахом Сурі, підтримуючи високу чистоту своїх монет (не нижче 96%) і не псувала їх до 1720-х років, значною мірою (на 80%) покладаючись на імпортні злитки з іспанських колоній з Америки та Японії.

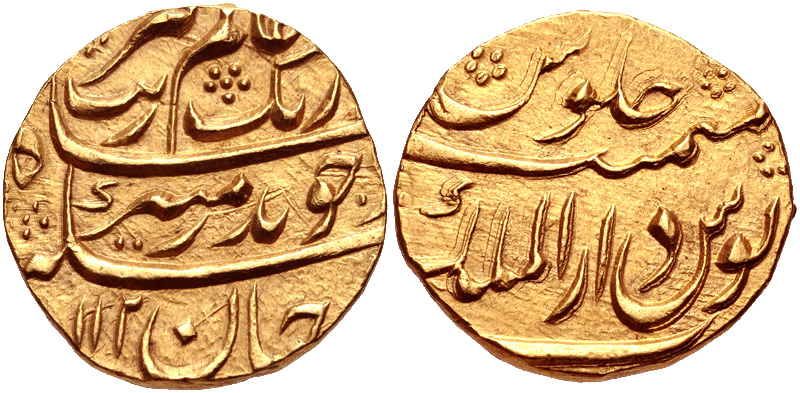
Мухр Аурангзеба

Карбували золоті монети (мухри), срібні (рупії), мідні (дами). За часів Акбара I одна рупія дорівнювалася 48 дамів, у 1580-х роках, вона стала 38 дамів за рупію, причому вартість дама ще більше зросла в XVII ст. в результаті нового промислового використання міді, такого як бронзові гармати та латунний посуд. Дам спочатку був найпоширенішою монетою за часів Акбара, перш ніж його замінила рупія як найпоширеніша монета в наступні правління. Ближче до кінця правління Джахангіра вартість дама становила 30 за рупію, а потім 16 за рупію до 1660-х років.

## Культура
Відзначається піднесення в різних напрямах культурного життя: освіті, поезії, прозі, живопису, архітектурі. Багато в чому тут сприяли перші падишахи.

### Освіта і наука
Навчальна програма для медресе, яка наголошувала на важливості улум-і-мукалат (раціональних наук) та вводила нові предмети, такі як геометрія, медицина, філософія та математика.

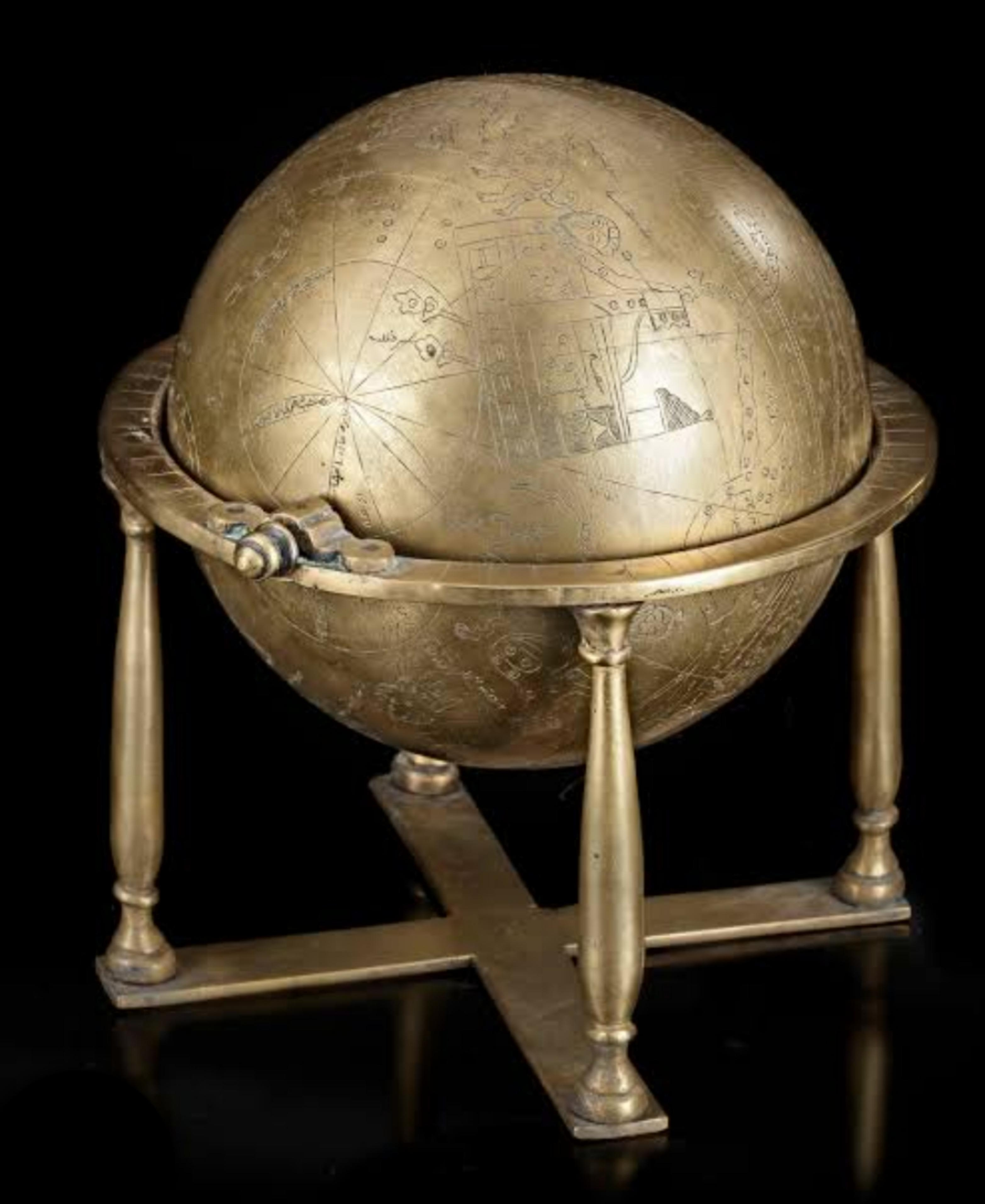
Глобус. 1663 рік

Астрономи створили деякі трактати (Зідж). Хумаюн побудував особисту обсерваторію поблизу Делі. Астрономічні інструменти та методи спостережень, що використовувалися в обсерваторіях Моголів, були в основному запозичені з ісламської астрономії. У XVII ст. відбувся синтез ісламської та індуїстської астрономії, де ісламські спостережні інструменти поєднувалися з індуїстськими обчислювальними методами.
За часів Моголів Алі Кашмірі ібн Лукманом у 1589—1590 роках було відлито за методом втраченого воску, порожниста, безшовна небесна куля. Двадцять інших таких глобусів пізніше були виготовлені в Лахорі та Кашмірі. Небесний глобус 1668 року був виготовлений Дія ад-діном Мухаммедом у Лахорі. Під час занепаду імперії уславився астрономічними працями маграджа Джай Сінґх II.

### Архітектура
Моголи зробили значний внесок в розвиток Індійського субконтиненту, розвинувши свій самобутній могольський архітектурний стиль. Цей стиль походить від ранньої індоісламської архітектури, а також від перської архітектури та архітектури Тимуридів. Архітектура Великих Моголів вирізняється, серед іншого, опуклими куполами, стрілчастими арками, ретельно складеними та полірованими фасадами, а також використанням твердого червоного пісковика та мармуру як будівельних матеріалів. Також має чітко перські риси, як і відкриті арочні ніші (айвани), розташовані навколо восьмикутної головної та нижньої секцій. Невеликі склепінчасті павільйони (чатрі). Інкрустації на стінах поєднують як абстрактні геометричні візерунки з ісламської традиції, так і рослинні мотиви, на які вплинула Індія. Фасад прикрашений рельєфами та мозаїкою з дорогоцінного та напівкоштовного каміння. Вторинним розвитком є північно-західний регіональний стиль, особливо поширений у Лахорі, який перекривається перським стилем. З часів Джахангіра і Шах-Джахана замість мармуру та пісковика як будівельний матеріал використовується цегла, а для облицювання стін використовується різнокольорова глазурована плитка.
Початок занепаду імперії після правління Бахадур-шаха I сприяв розвитку регіональних стилів, серед яких виділяється стиль навабі в Аваді. Він в першу чергу пов'язаний з містом Лакхнау, де можна знайти найважливіші зразки цього стилю, зокрема Бара Імамбара, монументальний триповерховий шиїтський зал зборів, що датується 1784 роком. Він є частиною будівельного комплексу, що включає мечеть та кілька воріт. У XIX ст. посилився європейський вплив. І навпаки, могольський стиль надихнув на появу еклектичної колоніальної архітектури.
Найважливішими будівельними формами могольської архітектури є мечеть (масджид), мавзолей або монументальна гробниця (макбара), палац (махал) та фортеця (кіла).
В архітектурі дотепер історичними пам'ятками вважаються Тадж Махал в Агрі, Джаханґір Махал в Лахорі, Червоний форт у Делі. Наслідуючи володарів імперії, також зводили власні мавзолеї впливові візирі, інші сановники.

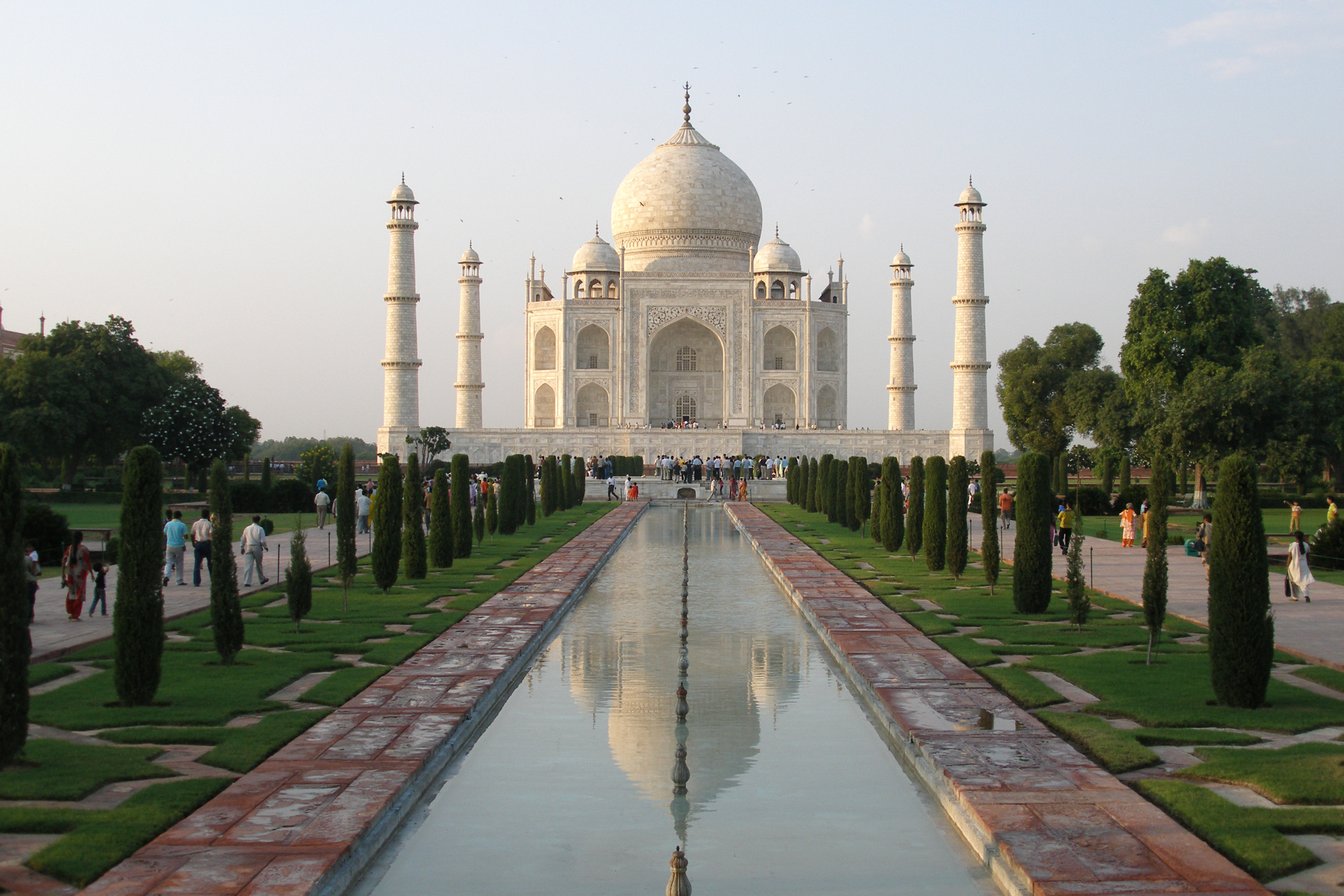
Тадж Махал
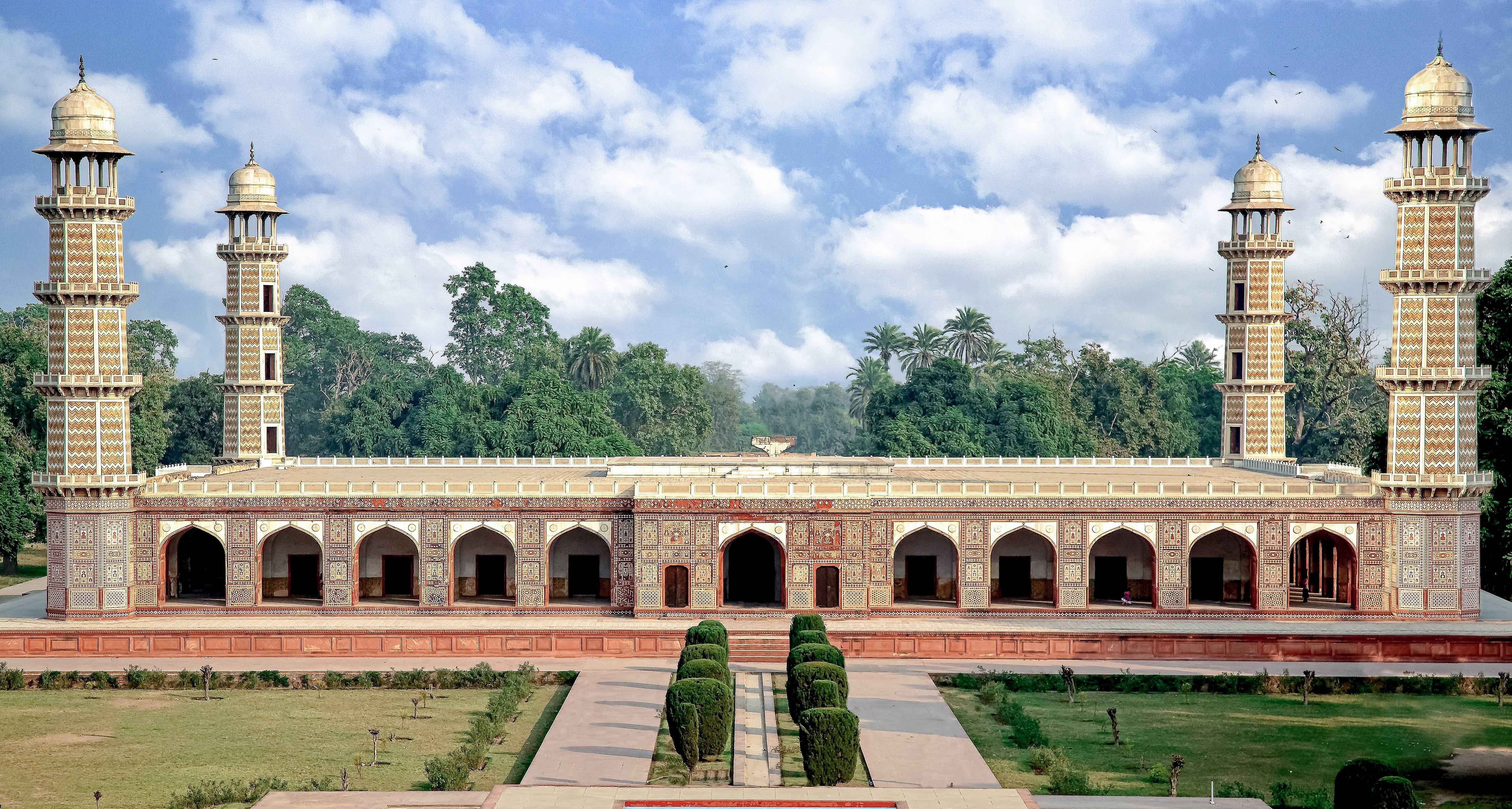
Джаханґір Махал
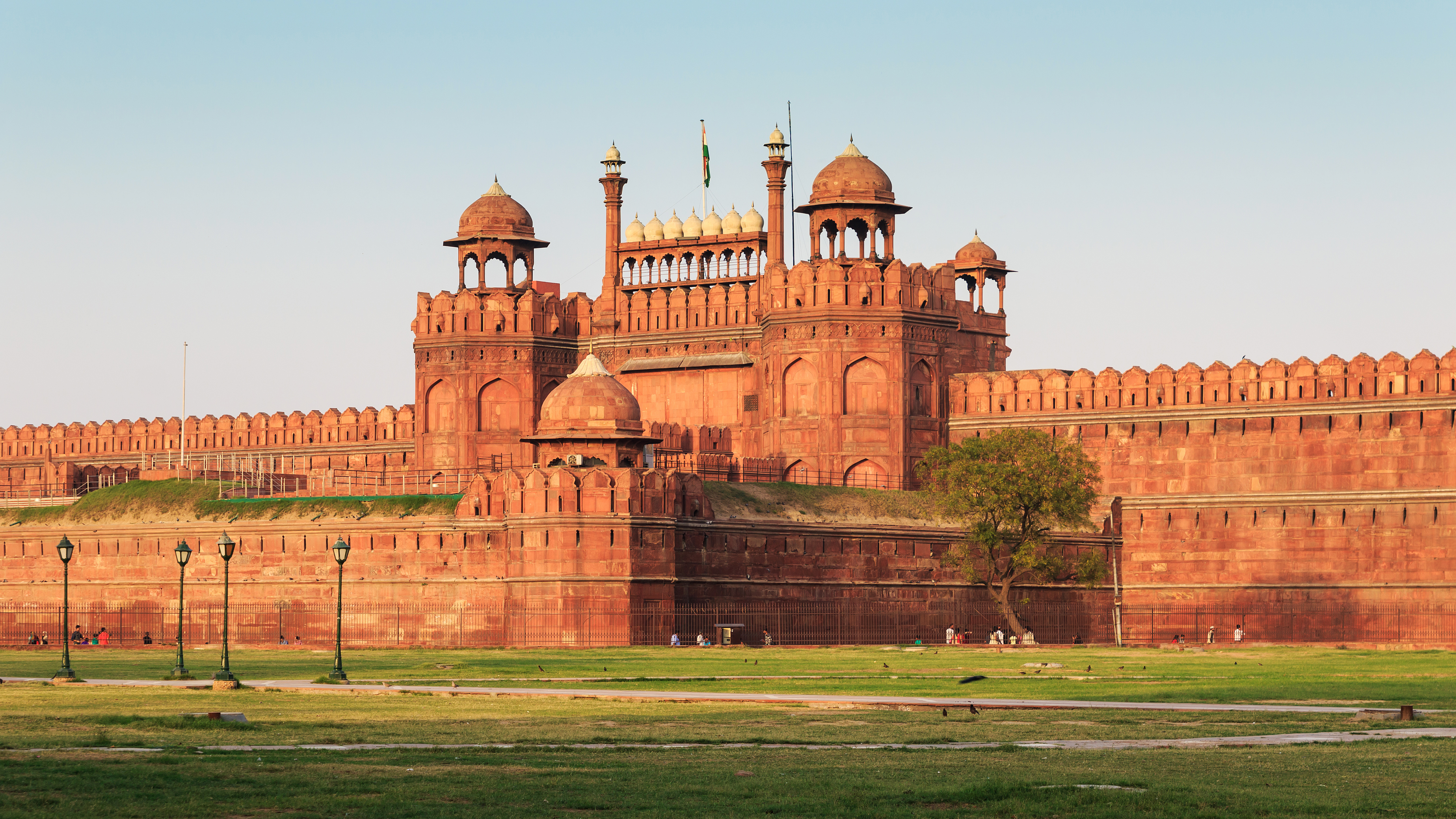
Червоний форт в Делі
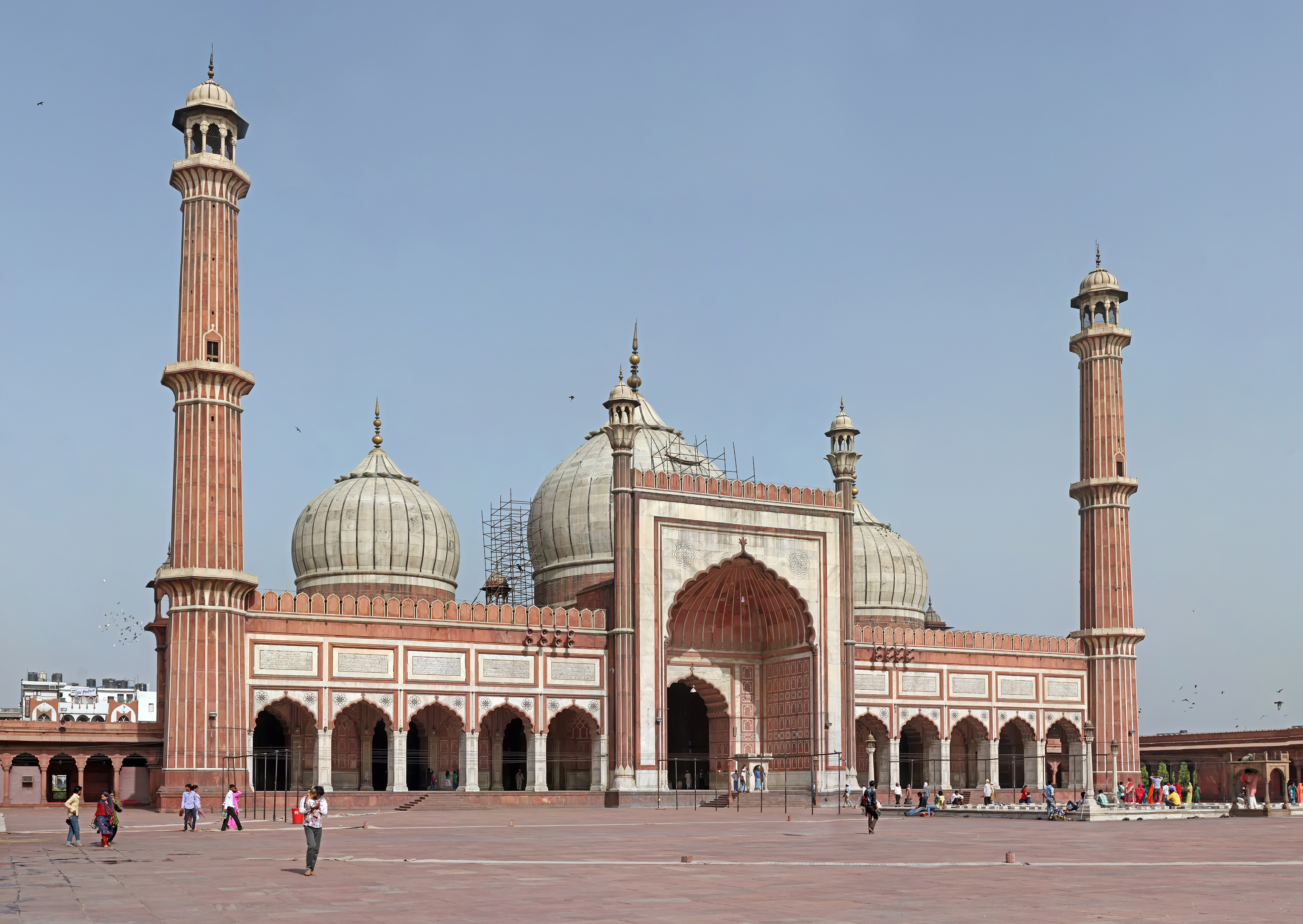
Джама-Масджид в Делі
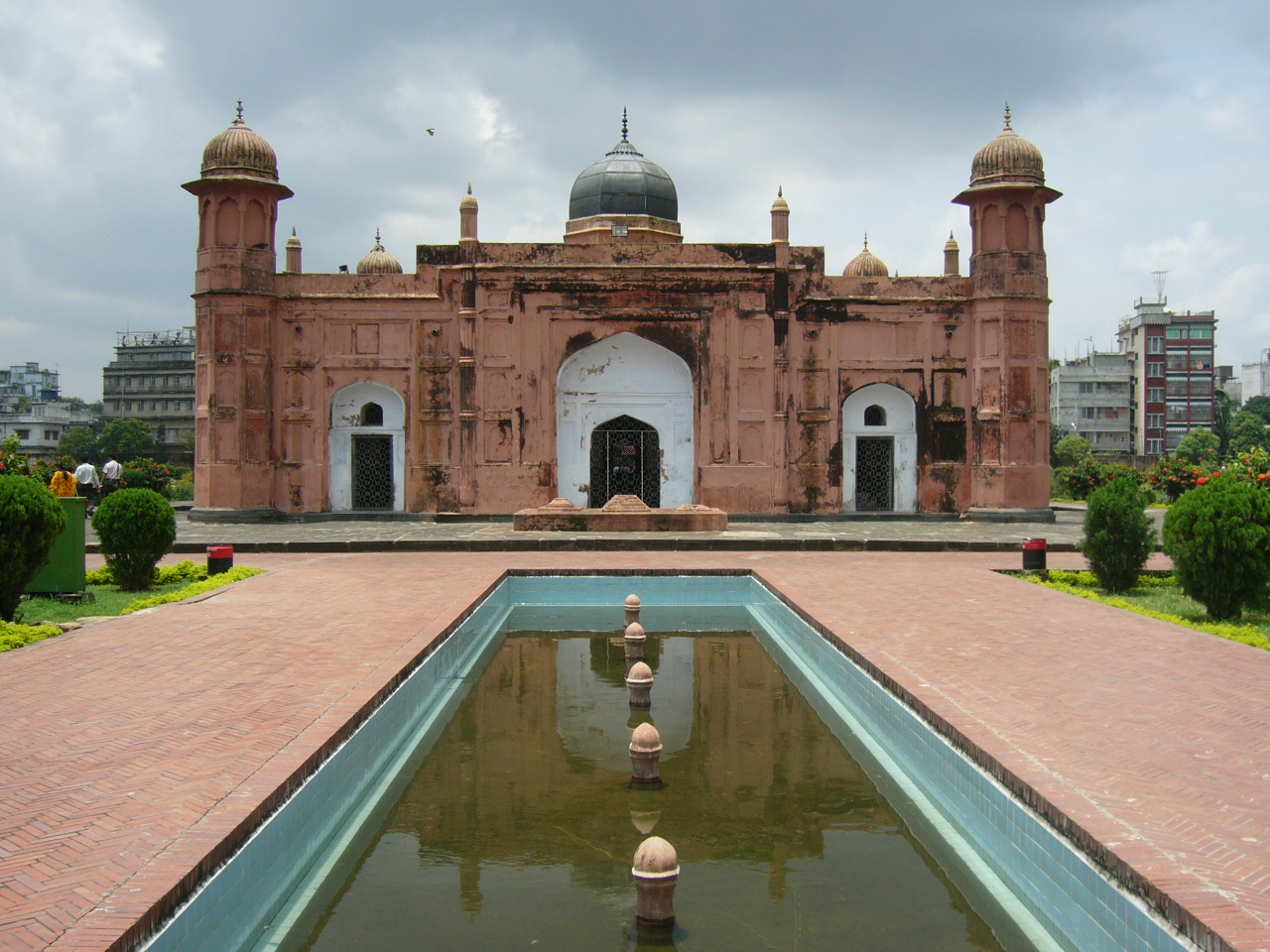
Форт Лалбагх
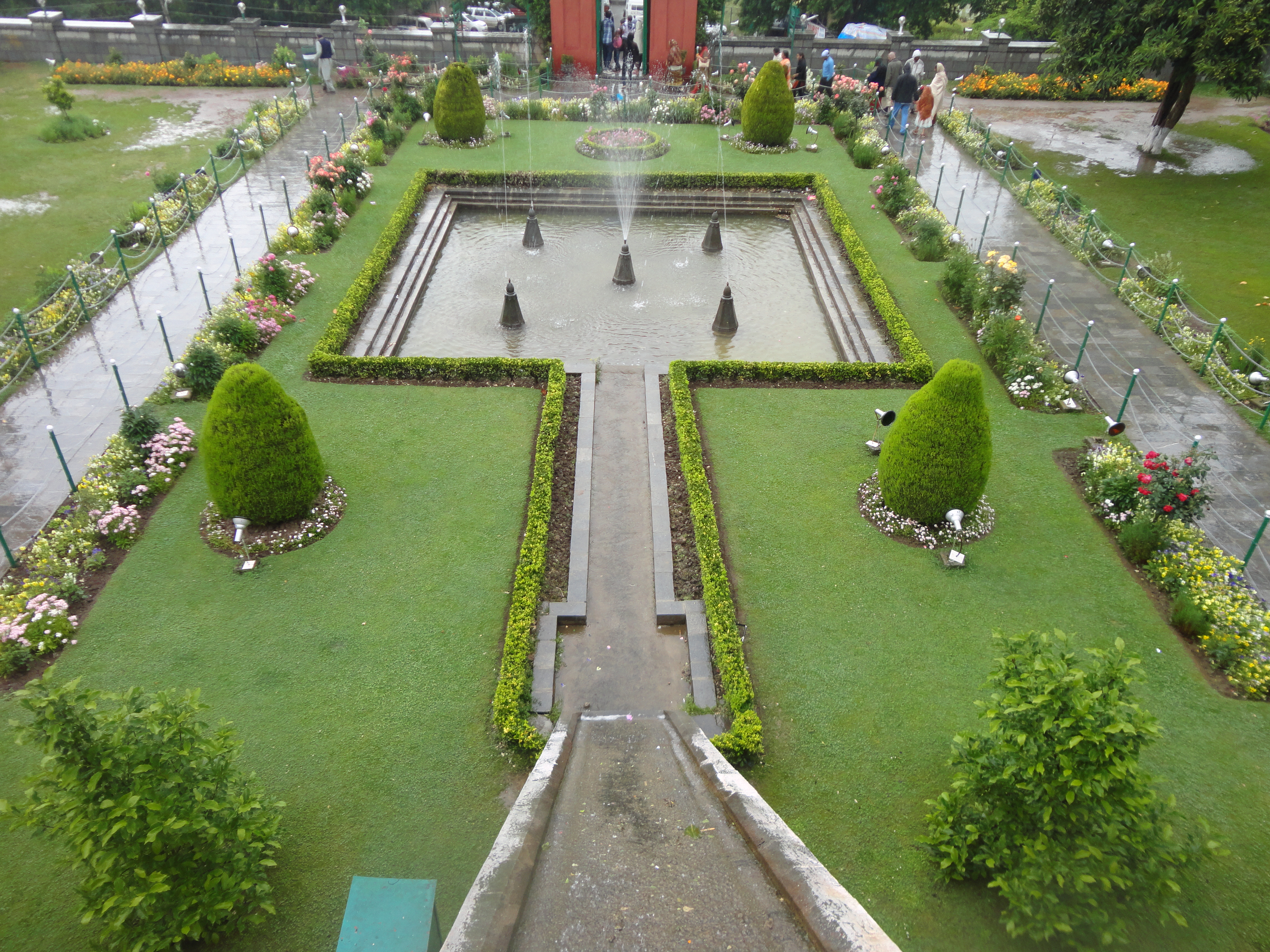
Нішат-Багх на березі озера Дал
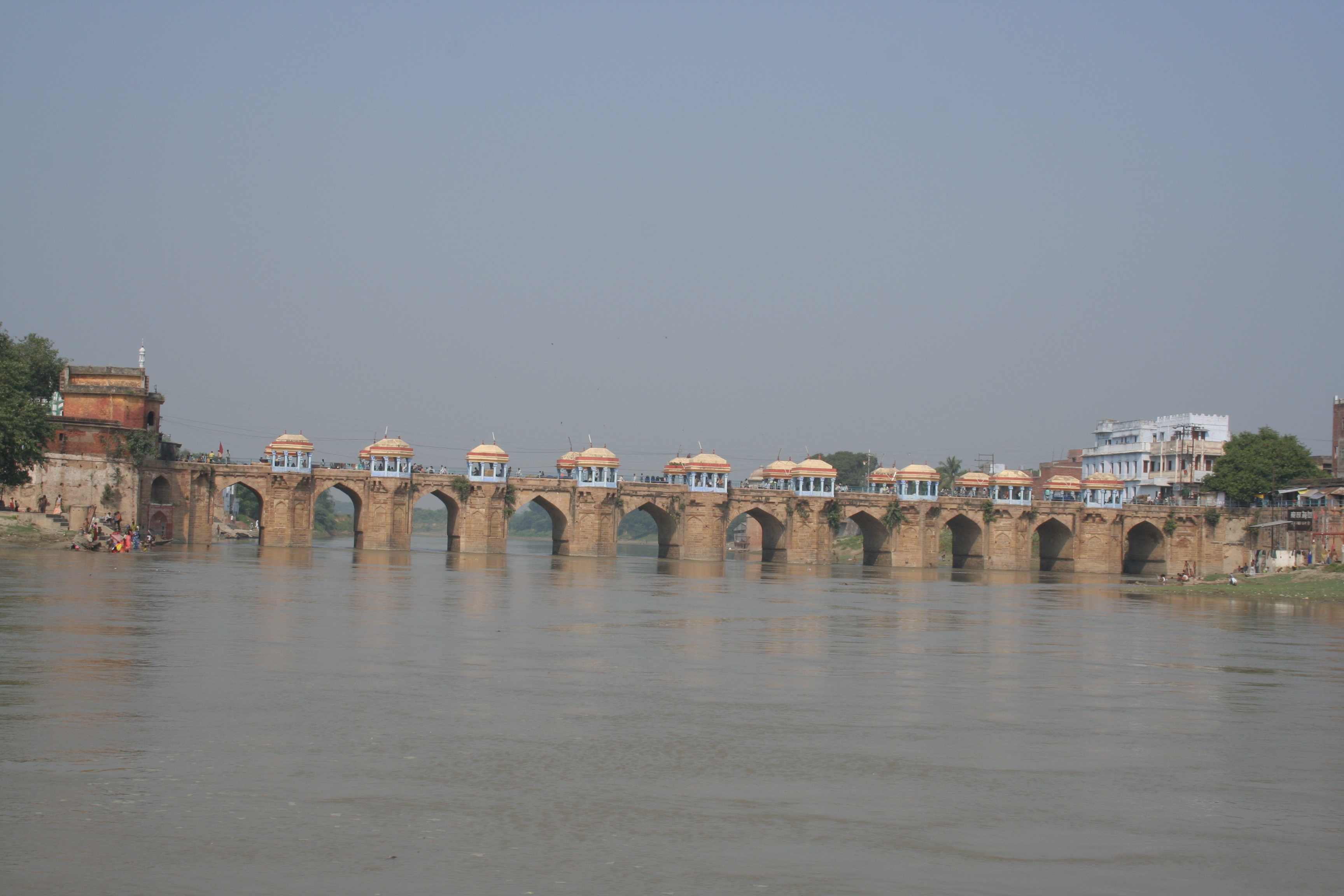
Міст Шахі в Джаунпурі
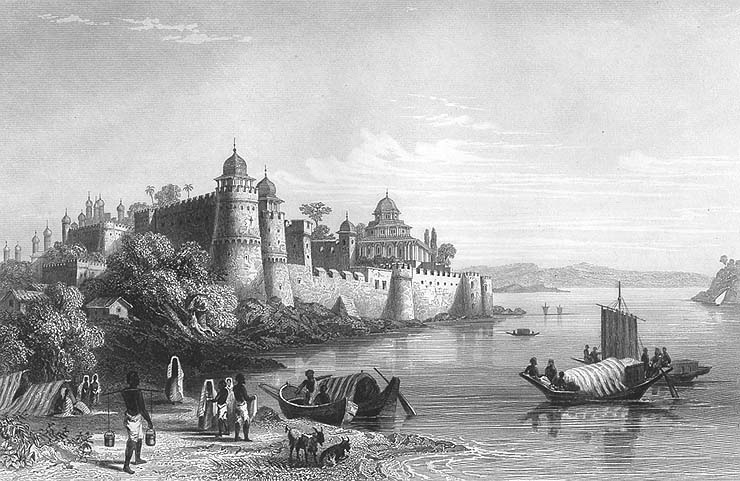
Аллахабадський форт
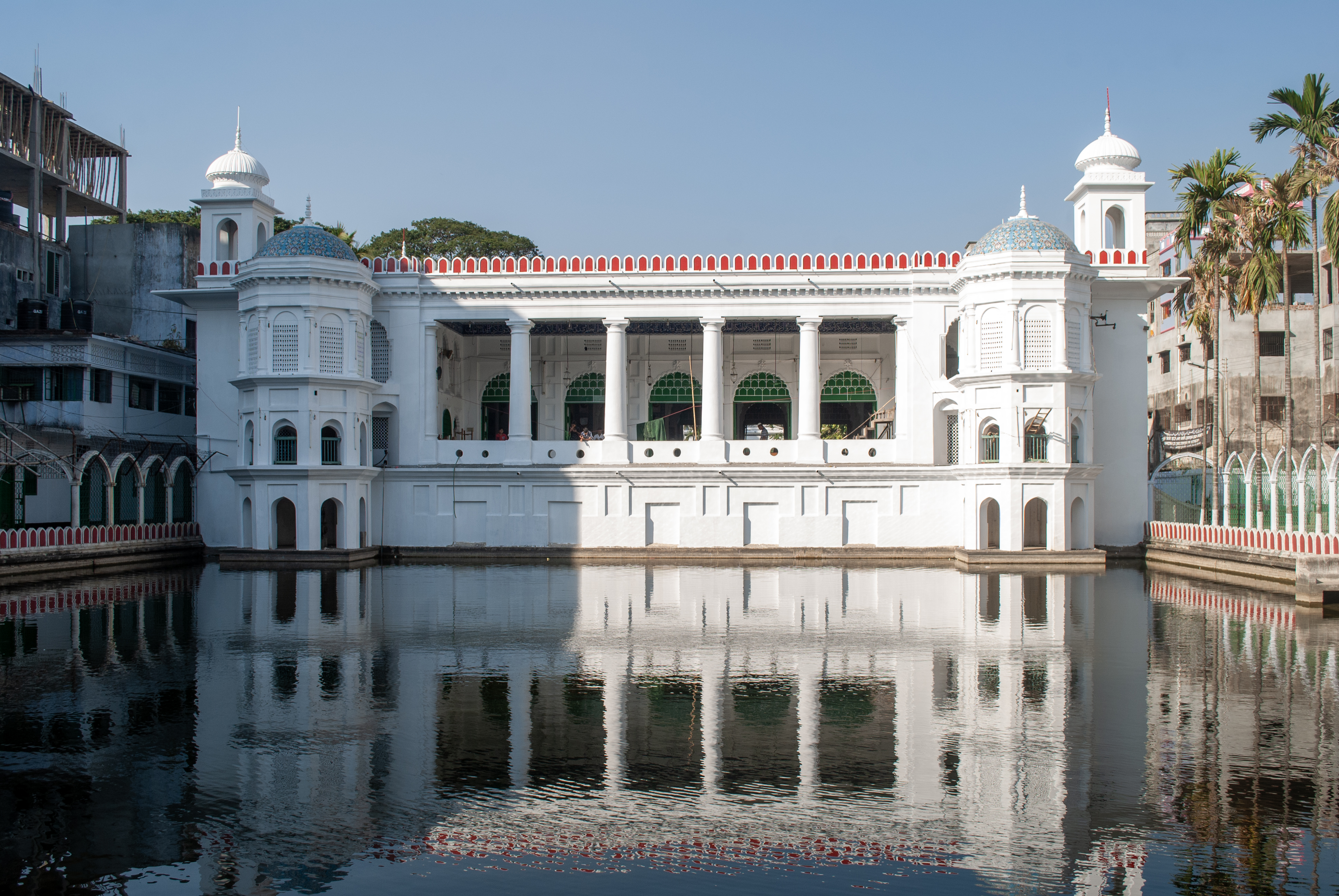
Хусейнія (місця для скорботних заходів шиїтів) Далан в Дакці
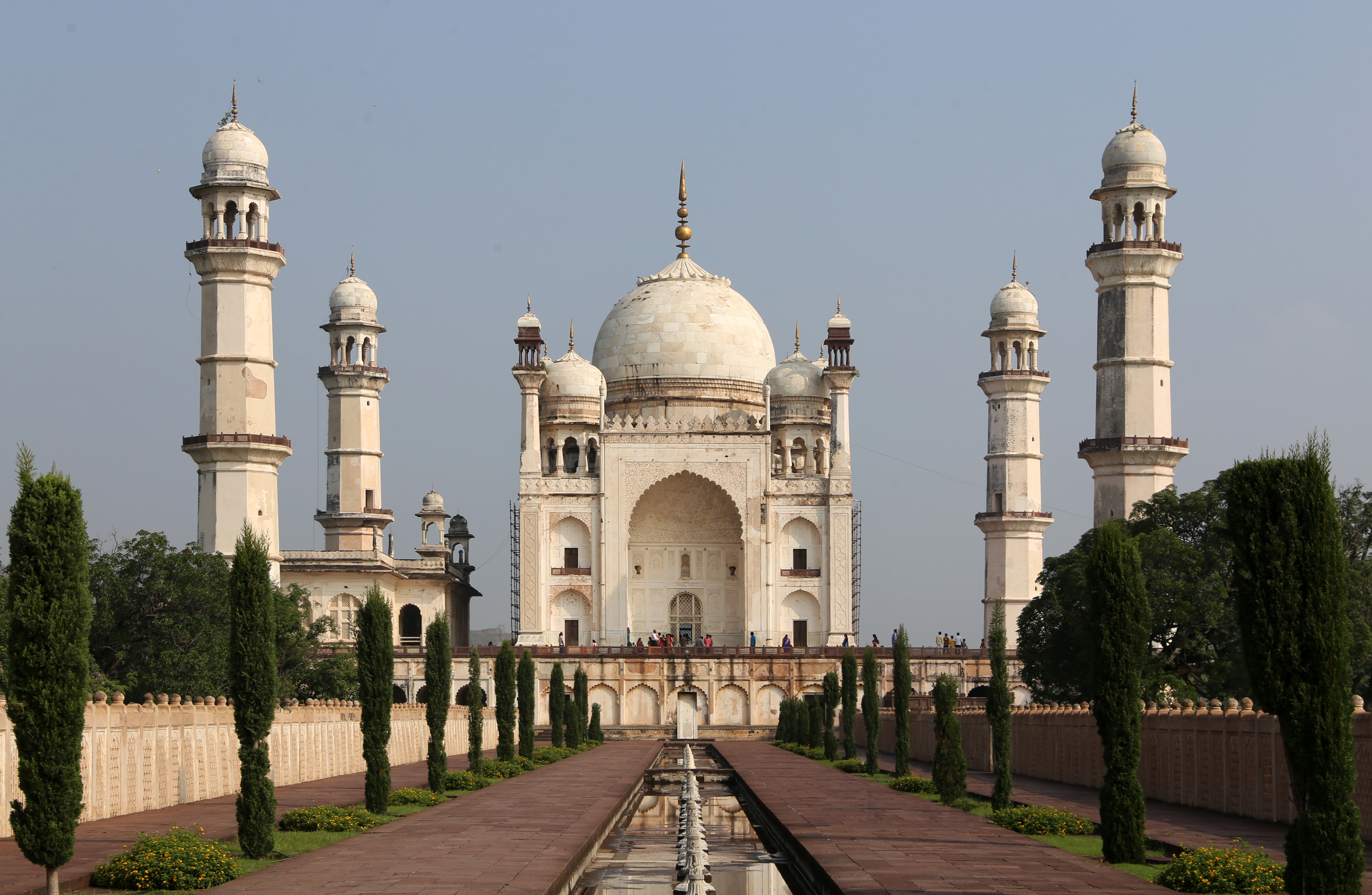
Бібі-Ка-Макбара

#### Сади
Пристрасть Моголів до просторих, обнесених стінами садів (рауза), які зазвичай були частиною будівельного комплексу та рідко були незалежними, походить з центральноазіатської традиції. Бабур розбив сади під час свого перебування в Кабулі, деякі з яких збереглися донині. Можна виділити два типи садів. Перший — чарбагх (чотирисад), є квадратним і перетинається кам'яними каналами, які ділять територію на чотири симетричні секції та служать візуальними осями. Найвідомішим прикладом є сад Шалімар у Шрінагарі. Палаци та гробниці часто доповнюються чарбагхом. Другий тип - терасований сад, який чітко представлений садами Шалімар у Лахорі, створено 1619 року за наказом Джахангіра.
У створенні садів окрім падишахів брали участь також дружини та доньки володарів. Так, доньки падишаха Шах-Джахана — Джаханара-бегам (1614–1681) и Роушанара-бегам (1617–1671) — брали участь у створенні садів: Бегам-багх, Тіс-хазарі, Роушанара-багх. Один із останніх садів могольського типу в Делі – Кудсія-багх було фундовано у 1748 році за розпорядженням дружини Мухаммад Шаха — Кудсії-бегам (?–1765).
Функції, якими наділялися могольські садово-архітектурні комплекси, були різними, оскільки подібні окультурені території мали відношення до багатьох сторін людського буття і супроводжували представників правлячої династії протягом їхнього життя. У садах святкували народження спадкоємців, проводили вільний час, насолоджуючись музикою та танцями, займалися державними справами, влаштовували фестивалі та свята і, зрештою, знаходили під покровом дерев вічний спокій, символічно продовжуючи панувати у чарбагхах і після смерті. За якістю догляду за садами, обсягами коштів, що витрачаються на їх зведення та утримання, можна судити про загальний стан імперії на різних етапах її історії. Важливою і маловивченою функцією могольського саду є маркування земель, що захоплювалися: за допомогою облагородження придбаних територій падишах демонстрував владні повноваження по відношенню до них. Тим самим цар також давав зрозуміти, що, створюючи сади, він мав владу над природою і міг їй маніпулювати. Своїми діями він наче перетворював хаос, тобто «дикий» ландшафт Індії, у структурований та організований простір, наділений особливою символікою.
Пізні Моголи практично не зводили нових садів, вони намагалися дещо трансформувати «наповненість» існуючих, причому ці зміни стосувалися в основному садів столичного міста – Делі: проводилося їхнє перепланування, додавалися нові архітектурні елементи. У ході та після Сіпайського повстання (1857–1859), коли британці зайняли ставку падишаха, значну частину садів та архітектурних споруд Червоного форту було знищено. З оригінальних будівель збереглися павільйони Шах-бурдж («королівська вежа»; використовувалася падишахом для проведення секретних зборів та переговорів з міністрами), а також Бхадрапада чи Бхадон (6-й місяць індуського календаря) та Шравана (6-й місяць індуського календаря).

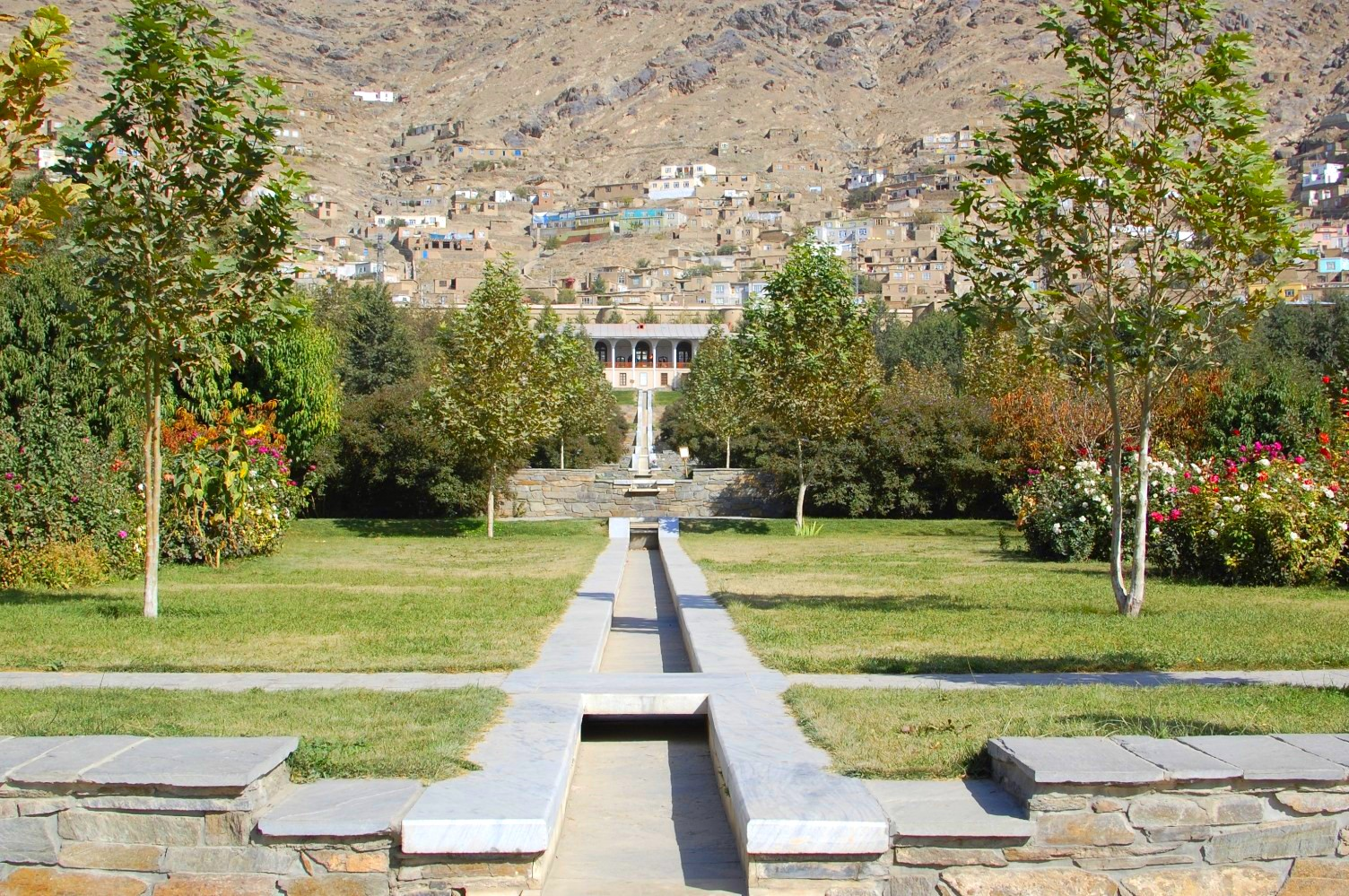
сад Багх-Е Бабур
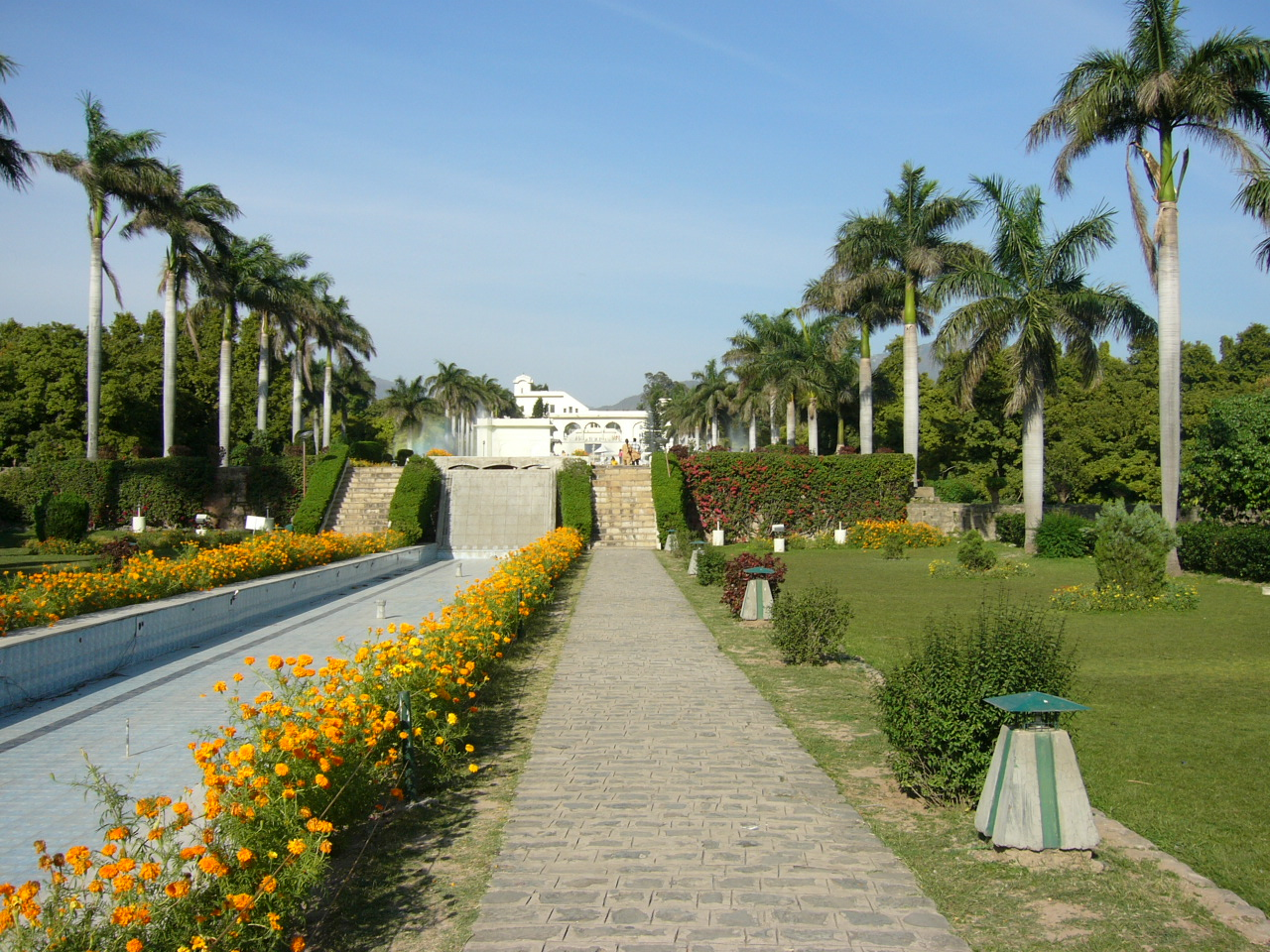
Сад Фідай-хана Коки в Пінджорі
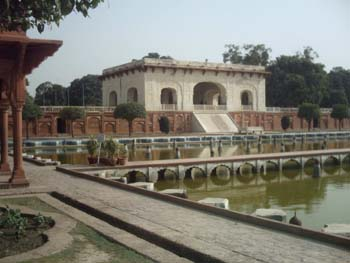
Сади Шалімара в Лахорі

### Мистецтво
Малювання розвивається у вигляді мініатюри, що дістала назву могольської. Вона була еклектичною, запозичуючи стилістичні та тематичні елементи з перських, індійських, китайських та європейських творів епохи Відродження. Падишахи часто залучали перських палітурників, ілюстраторів, художників та каліграфів з двору Сефевідів через спільність їхніх стилів Тимурідів, а також через схильність Моголів до перського мистецтва та каліграфії.
Мініатюри, замовлені імператорами Моголів, спочатку були зосереджені на великих проектах, що ілюструють книги з насиченими історичними сценами та придворним життям, але з часів падишаха Джаханґіра включали більше окремих зображень для альбомів, а портрети та картини з тваринами демонстрували глибоку вдячність за спокій та красу природного світу.
Літературні твори, які замовляли для ілюстрації, коливалися від епічних творів, таких як «Разм-наме» (перський переклад індуїстського епосу «Магабгарата»), до історичних мемуарів чи біографій династії, таких як «Бабур-наме» та «Акбар-наме», а також «Тузк-е-Джахангірі». Багато оздоблені альбоми (муракка), прикрашені каліграфією та художніми сценами, були наклеєні на сторінки з декоративними рамками, а потім перепліталися обкладинками зі штампованої та позолоченої або розфарбованої й лакованої шкіри.
Яскравими представниками могольського живопису були Мір Сайїд Алі, Абд аль-Самад, Устад Мансур, Фарук Бег, Бішандас, Бхаванідас, Балчанд, Кальяндас, Говардхан, Басаван, Манохар, Біхітр, Чатура.

### Музика
Акбар виявляв великий інтерес до музики, як і Шах-Джахан. Обидва пропагували музичну культуру при дворі падишаха. Аурангзеб заборонив музичні виступи при дворі, оскільки вони суперечили його релігійним переконанням. В ортодоксальному ісламі музика відіграє другорядну роль, тоді як у суфізмі релігійні співи є важливою частиною релігійної практики.
Придворна музика  служила переважно розвагою і тому була світською. Більшість придворних музиків були індуїстами, що надало музиці Моголів надзвичайно сильного індійського впливу. Характерною рисою є спочатку раґа, основна мелодійна структура, яка часто стосується певного часу доби чи року та пов'язаного з ним настрою. Співи все більше поступалися місцем суто інструментальній музиці, в якій використовувалися як місцеві, так і перські інструменти, такі як ситара.
Придворна музика Моголів є основою класичної музики («індустанської музики»), яка досі практикується в Північній Індії. Найважливішим музикантом періоду Моголів вважається Тансен (1506–1589).
Придворною культурою було сформовано танок катгак, що став класичним і який сьогодні особливо популярний у північному індійському штаті Уттар-Прадеш.

## Падишахи
- Бабур (1526–1530)
- Хумаюн (1530–1540), після перерви (1556)
- Акбар (1556–1605)
- Джаханґір (1605–1627)
- Шах Джахан (1627–1658)
- Ауранґзеб (Аламгір I) (1658–1707)
- Бахадур-шах I (Шах Алам I) (1707–1712)
- Джахандар-шах (1712–1713)
- Фарук-сіяр (1713–1719)
- Рафі-уд-Дарджат (1719)
- Шах Джахан II (1719)
- Мухаммад Шах (1719–1748)
- Ахмад-шах Бахадур (1748–1754)
- Аламґір II (1754–1759)
- Шах Джахан III (1759–1760)
- Шах Алам II (1759–1806)
- Шах Джахан IV (1788)
- Акбар Шах II (1806–1837)
- Бахадур-шах II (1837–1857)